# Hanbok

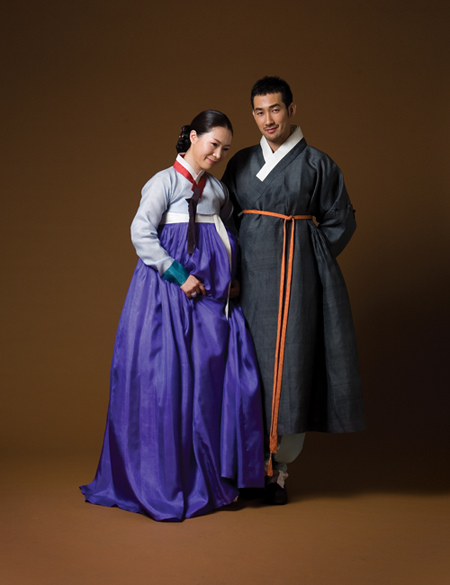
Női és férfi hanbok

A hanbok (hangul: 한복, handzsa: 韓服), Észak-Koreában: csoszonot (hangul: 조선옷, handzsa: 朝鮮옷, RR: joseon-ot), hagyományos koreai öltözék. A három koreai királyság idejében (1-7. század) jelent meg az alapdizájn, ami azóta számos változáson esett át, főként a női hanbok. A környező országok viseletei is befolyásolták a megjelenését, különösen a kínai és a mongol öltözékek.
A hanbok két alapvető részből áll, ez a nők esetében a csogori (jeogori) (저고리, kabátka, felsőrész) és a cshima (chima) (치마, szoknya), a férfiaknál a csogori (jeogori) és a padzsi (baji) (바지, nadrág), ezen felül azonban számos ruhadarab egészíti ki. A Csoszon (Joseon)-korban a ruha anyaga, színe jellemző volt a viselője társadalmi helyzetére, a férfiak esetében igen fontos kiegészítőnek számítottak a különféle kalapok, melyek a férfi rangját, foglalkozását, hivatali beosztását is tükrözték. A nők kiegészítőként különféle hajtűket használtak, a gazdag hölgyek és a kiszengek (gisaengek) körében elterjedt volt a terjedelmes, díszített, nehéz paróka is. Az egyes családi és nemzeti ünnepek, konfuciánus ceremóniák alkalmával a koreaiak csak meghatározott öltözékeket viselhettek.
A modern időkben a hanbokot csak különleges eseményeken, ünnepek alkalmával, esküvőkön, temetéseken hordják a koreaiak, a mindennapokból kiszorította a hanbokot a nyugati stílusú öltözködés. A hanbok jelenkori népszerűsítéséhez hozzájárultak a szaguk (saguk)ok, azaz a történelmi jellegű televíziós sorozatok, amelyek számára sok esetben neves divattervezők készítik el a kosztümöket.

## Története

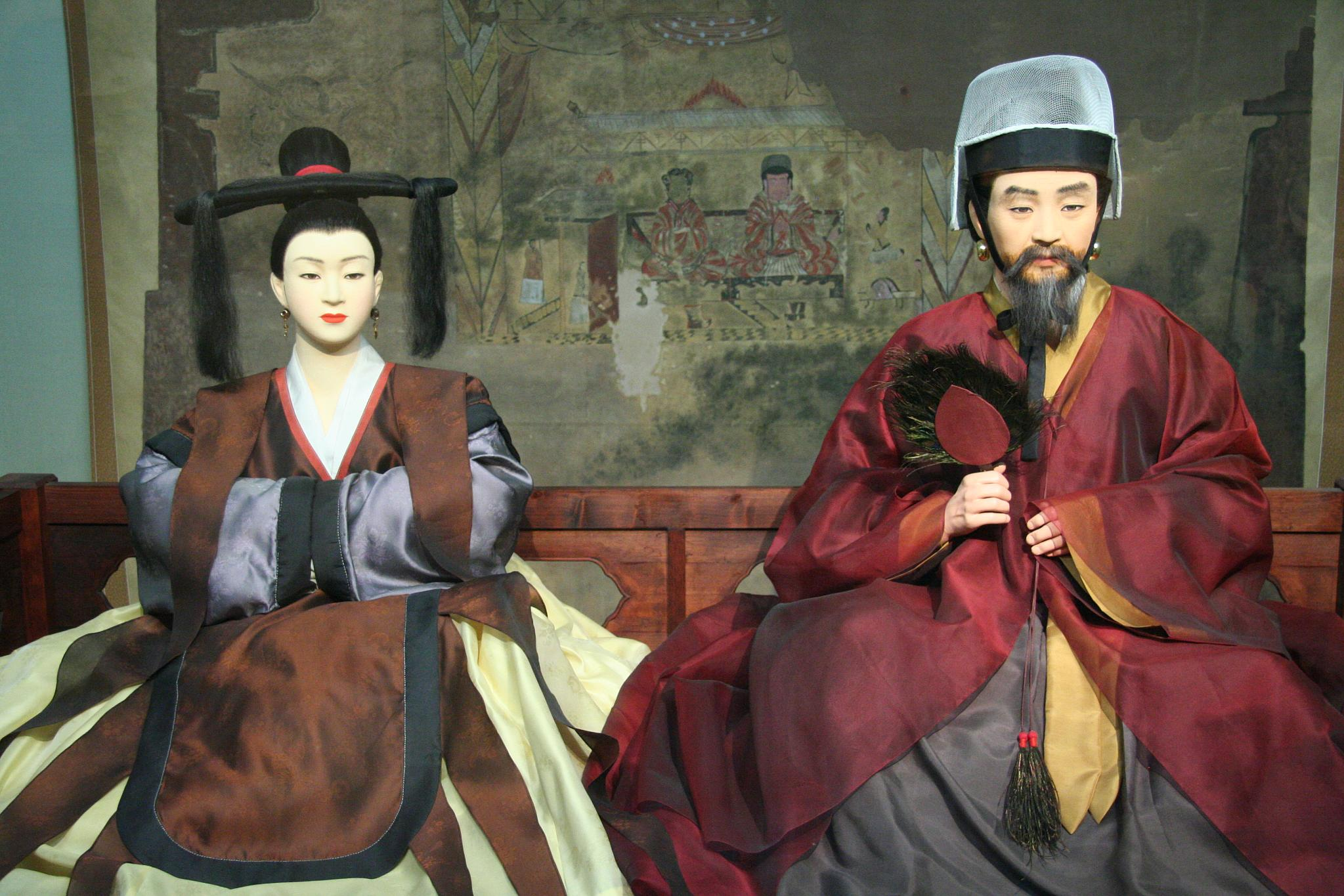
Korai hanbok a három királyság idejéből

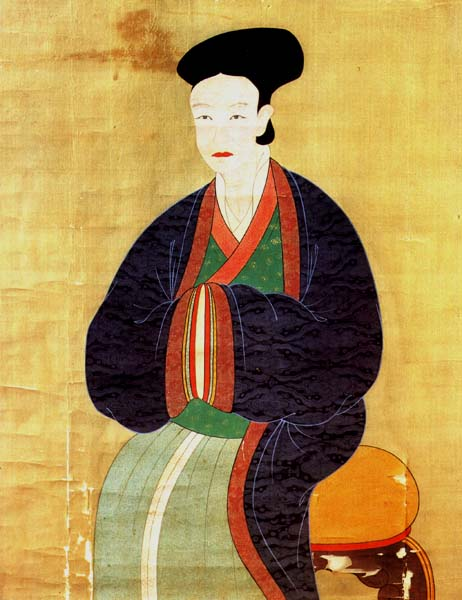
Korjói (Goryeói) úrhölgy öltözete

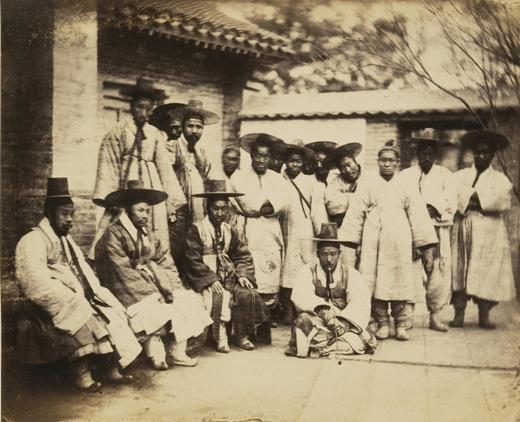
Férfiak hanbokban, 1863

A hanbok alapdizájnja a három koreai királyság idejében (1-7. század) jelent meg, azóta számos változáson esett át az öltözék, főként a női hanbok alakult át látványosabban. A korai hanbok az északi szkíták, illetve Nyugat-Kínával határos nomád népek öltözékének, a kaftánnak jellegét viseli magán és egyértelműen lovas nomád életmódot tükrözött. A Kogurjo (Goguryeo) sírok tanúsága szerint a nők V-nyakú, csípőig érő felsőt viseltek, nadrág fölött hosszú szoknyával, a férfiak a nőkéhez hasonló felsőt, bő szárú nadrággal. A hanbok fejlődésére hatással voltak a környező országok viseletei is, leginkább a kínai és a mongol, bár legtöbbször csak időszakosan mutatható ki a hatásuk. A mongol öltözet erőteljesebben befolyásolta a hanbokot, annak köszönhetően, hogy a Korjo (Goryeo)-dinasztia korában (918–1392) több mongol hercegnő is bekerült a királyi udvarba feleségként. A sillai királyok és udvar öltözködésére a kínai uralkodóházak viseleti rendszere volt nagy hatással. A köznép öltözködését ezek a hatások nem befolyásolták olyan mértékben, mint az uralkodó osztályét.
A férfiak nadrágja eleinte szűkebb volt, a lovaglást megkönnyítendő, azonban később bővebb szárúak lettek, elősegítve a könnyebb fizikai munkát és kényelmesebbé téve a padlón ülést. A csogori (jeogori) hossza és jellege eleinte mind a férfiak, mind a nők esetében ugyanolyan volt, csípőig vagy még alább ért, szűk ujjú volt, ami a nomád, vadászó életmódot tükrözte. A női csogori (jeogori) eleinte hosszú volt, csípőig ért, és a derékon övvel kötötték meg, az idők folyamán azonban egyre rövidebbé vált, valószínűleg a Csoszon (Joseon)-kor közepétől kezdődően. A 16. században még igen bő ruhákban jártak a nemesek, mert a gazdagság egyfajta mutatója volt az, hogy megengedhették maguknak a felesleges anyagot. A 17. században, valószínűleg a rosszabb gazdasági helyzet miatt már a viselőre szabták a hanbokot és nem használtak felesleges anyagot. A csogori (jeogori) ekkor derékig ért, és innen kezdődött a szoknya. A Csoszon (Joseon)-kor végén a csogori (jeogori) már olyan rövid volt, hogy a hónalj alatt végződött, és lekerekítették az elejét, hogy elfedje a melleket, ekkor lett a szoknya mell fölött kezdődő. A 20. század közepén jött újra divatba a hosszabb csogori (jeogori). A csogori (jeogori)t megkötő korum (goreum) hossza a ruhadarab hosszának változásával fordított arányban változott. A korum (goreum)ot a Kogurjo (Goguryeo)-korban még a bal oldalon kötötték meg, később azonban a jobb oldalra került. A férfi csogori (jeogori) hossza és jellege gyakorlatilag a Silla királyság óta változatlan.
A cshima (chima) az ősi Kínából származik, mely a Korjo (Goryeo)-korszakban egyre bővebb és terjedelmesebb lett, a 6-7 méter szélességet is elérte. A cshima (chima) hossza, terjedelme, az alsószoknyák száma és milyensége a viselője társadalmi státusát is mutatta. A kiszeng (gisaeng)eknek (a gésákhoz hasonló, szórakoztató hölgyek) például a szoknya alját bal oldalon fel kellett húzniuk, hogy kilátszódjon az alsószoknyájuk – ez jelezte a foglalkozásukat. A cshima (chima) jellegzetes szoknya, ugyanis nem a deréknál, hanem a mell fölött rögzítik szalagokkal, ez valószínűleg az éghajlati és kulturális sajátosságok miatt alakult így, hogy biztosíthassa a szabad mozgást, de megtartsa a test hőjét.
Az öltözékeket megkülönböztették alkalom szerint is, a hétköznap viselt ruhák mások voltak, mint az ünnepeken, az ősök tiszteleti ünnepségein vagy temetéskor viseltek. Ugyancsak mások voltak a jellemzői a férfi, női és gyermek hanbokoknak.
A férfiak és nők egyaránt különféle sapkákat, kalapokat, illetve különleges alkalmakkor fejdíszeket is viseltek. A nők hajába díszes hajtű, pinjo (비녀, binyeo) került, melynek anyaga és hossza a hölgy társadalmi helyzetét is tükrözte. A ruhaanyagok minőségéből, színéből, mintázatából és férfiak esetében a kalap formájából is meg lehetett állapítani viselőjük helyét a társadalmi ranglétrán vagy beosztását a hivatalokban.
A hanbok a 19. század végéig mindennapos viselet volt, a 20. században azonban (főként Dél-Koreában) gyorsan felváltották a nyugati öltözékek. A 21. században a hanbokot már csak különleges eseményeken, ünnepek alkalmával, esküvőkön, temetéseken viselik a koreaiak. A modern hanbokkollekciók a világ divatkifutóin is megjelentek, az egyik legismertebb hanbok-divattervező I Jonghi (Lee Young-hee), aki számos televíziós sorozat (például a Moon Embracing the Sun és a Queen Seondeok) számára is tervezett hanbok kosztümöket.

### Anyaga és karbantartása

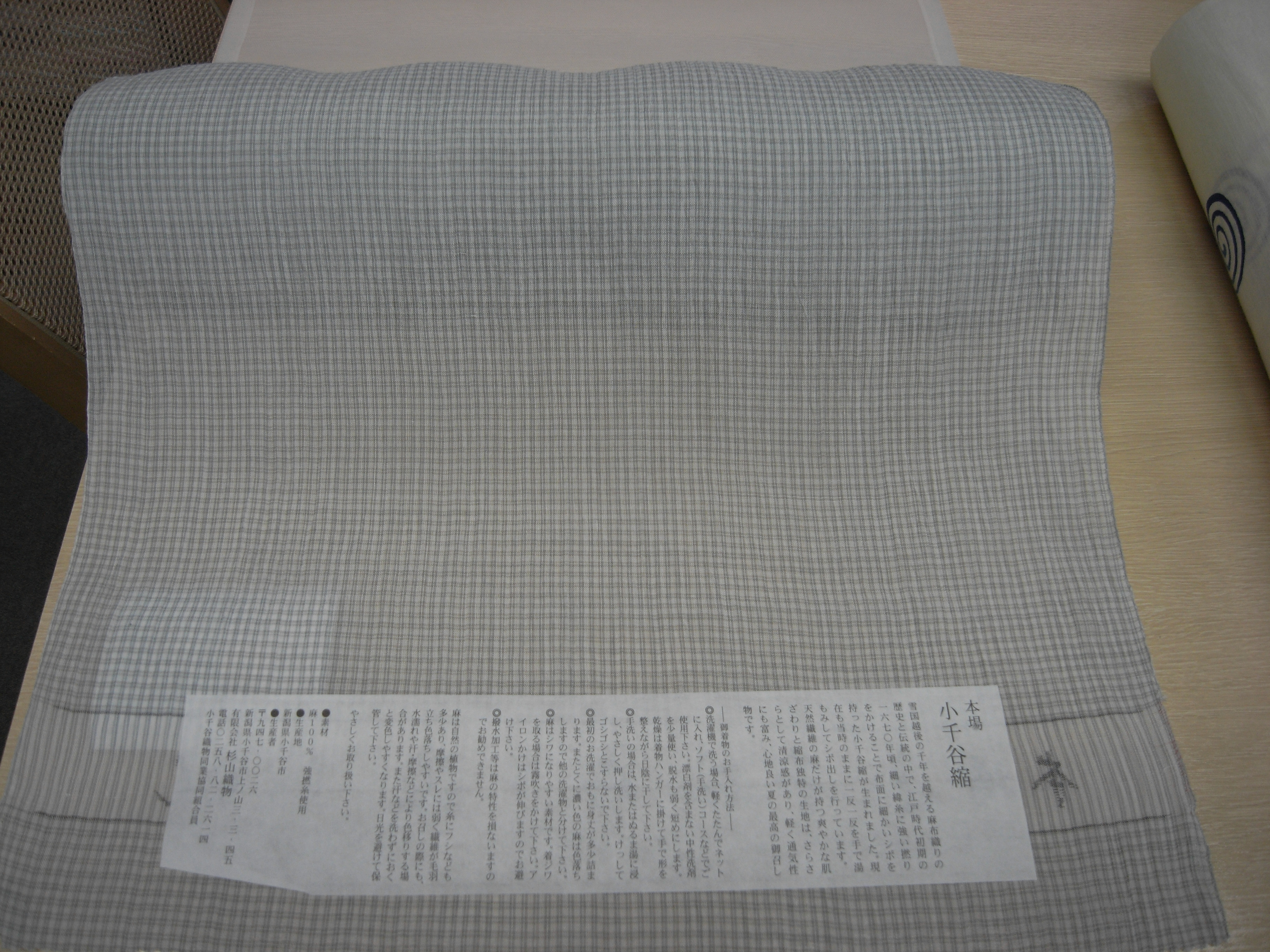
Modern rami szövet Japánból

A Szankuocse (三国志, pinjin: Sān Guó Zhì) kínai feljegyzései szerint az i.e. első században már létező Pjonhan (변한, Byeonhan) konföderációban  már ismerték a selyemszövés technikáját. A sillai királyok kifejezetten támogatták a selyemhernyó-tenyésztést és a selyemelőállítást, Kjongmun (Gyeongmun) király (861–875) pedig több szekérnyi különlegesen jó minőségű rami szövetet küldetett a Tang-dinasztiának ajándékként. A Csoszon (Joseon) idejében a legjobb minőségű kendert Jukcsinban (Hamgjong (Hamgyeong) tartomány) állították elő. Ebben a korban a szövéssel előállított ruhaanyagot fizetőeszközként is használták, a köznép például ekképp fizetett adót.
A közemberek viselete általában egyszerű, fehér pamut vagy vászon volt, drágább anyagokat csak a nemesség engedhetett meg magának. A köznép színes ruhákat leginkább csak ünnepek vagy nagy családi események (esküvő, temetés) alkalmával viselhetett. A nemesség, illetve a tehetősebbek a fehér pamut és vászon mellett megengedhették maguknak az olyan drága szöveteket is, mint a különleges rami, a selyem, a szatén vagy a muszlin. A szöveteket természetes színezékekkel festették, például virágok szirmaiból vagy fák kérgéből nyerték ki a színezékeket fáradságos munkával.
A ruhák karbantartására nagy hangsúlyt fektettek. A Csoszon (Joseon)-korban kifejezetten nagy erénynek számított a tisztaság, odafigyeltek a megjelenésre. A férfiak sosem hagyták el az otthonukat rendezetlen, vagy tisztségüknek, rangjuknak nem megfelelő öltözékben. A felnőtt férfiak státusuknak, foglalkozásuknak megfelelő kalapot hordtak, amit olajozott papírból készült esőkalappal (갈모, kalmo (galmo)) védtek az eső ellen. A király előtti megjelenést is vissza lehetett utasítani, ha valakinek nedves lett az öltözéke, nem volt ugyanis illendő ily módon társaságban megjelenni. A pamut- és vászonruhákat lúggal mosták, amit széna, babhéj és fa hamujából állítottak elő. A selyemruhákat mungóbab és adzuki bab őrleményével, valamit tofu és rizs főzéséből visszamaradt vízzel tisztították. A ruhákat keményítették is, rizs-, burgonya- és hajdinakeményítő felhasználásával. A kikeményített, nedves ruhát kendőbe tekerték és a földre terítve végigtaposták, hogy a gyűrődéseket eltávolítsák. Ezt követően deszkára helyezték és bottal végigverték, majd vasalták. A különféle pecséteket, szennyeződéseket növényi anyagokkal távolították el (gyógytea főzése után maradt vízzel, gyömbérrel, tarlórépával, fokhagymával, körtefa levelével).

### Színek és minták
A színeknek nagy jelentősége volt, a köznép csak bizonyos színeket viselhetett, egyes színek a nemesség számára voltak fenntartva. Az univerzum középpontját szimbolizáló aranysárgát az uralkodói család viselhette. Egy időben a koreai királyok nem is hordhattak arany színű ruhát, mert az a kínai császár színe volt, így csak a vöröset viselhették, de olyan időszakokban, amikor a kínai befolyás gyengült, a koreai uralkodó is viselt arany színt. A vörös, a gazdagság és a jó szerencse színe, az esküvői ruhákban köszönt vissza. Az indigó, az állandóság szimbóluma, az udvarhölgyek (궁녀, kungnjo (gungnyeo)) és a tudósok színe volt. A fekete, a teremtés forrásának és az végtelenségnek a színe, a férfiak kalapjában jelent meg. A férfiakat a keleti égtájjal azonosítja a koreai kultúra, ennek színe pedig a kék, így a nemes férfiak a kék árnyalatait viselték (jádekéknek nevezett világosabb kék színt, „kacsatojáskéket” és a bézs egy árnyalatát). A női hanbok színe a piros világosabb árnyalatait tükrözte (rózsaszín, lila), illetve a kék, a sárga és barna árnyalatokat. A hajadon lányok élénkebb, a férjezett asszonyok sötétebb színekben jártak.
A nyakrész, ujjrész, a szalagok és zsinórok kontrasztos színekkel készültek, mert a koreaiak véleménye szerint ez kiemeli az öltözet szépségét. A fehér szín mindig kifejezetten nagyon kedvelt volt a koreaiak körében, mert úgy vélték, kiváló kontrasztot nyújt a fekete hajjal szemben. A komplementer színek (zöld–vörös, kék–sárga) is igen gyakoriak, akárcsak az egymástól nagyon elütő, élénk színkombinációk, mint a zöld–kék, sárga-vörös, mert figyelemfelkeltőek. Az alapszínekről úgy vélik a koreai kultúrában, hogy távol tartja a gonoszt. A kiegészítők és a hímzett minták színeinél az alapszínek harmóniájára törekedtek.
A koreai hanbok jellegzetessége, hogy rendszerint kerülték a mintákat, az egyszerű megjelenést preferálták, aminek eredményeképp a hanbok nagy felületeken „üres”, vagyis minta nélküli volt. Amennyiben mintát is használtak, általában az anyagba szövést részesítették előnyben az utólagos dekorálással szemben. Díszítés helyett a bő szoknyarész redőzését kedvelték, ami mozgás közben elegánssá és kifinomulttá tette a viselőjét. A nagy, minta nélküli felületeket azonban más módon ki lehetett használni, szokásos volt például, hogy a nemesurak maguk festettek mintát, szöveget a kiszeng (gisaeng)ek szoknyájára, amit a kiszengek büszkén mutogattak.

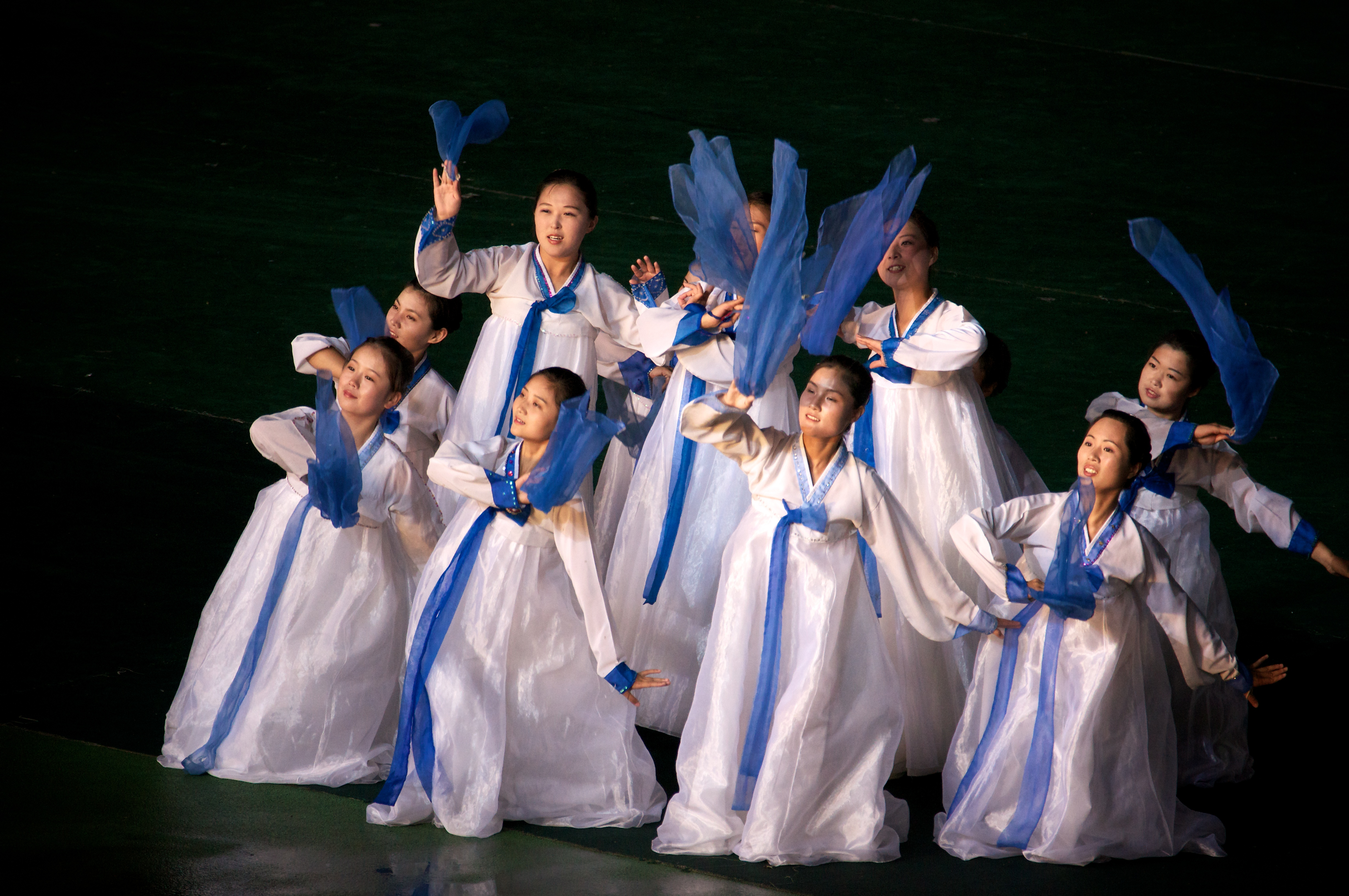
A koreai hanbokot az egyszerű színkombinációk alkották

Koreában a különféle ceremóniák alkalmával is meghatározott színeket viselnek. A vőlegény anyja például a kék (vagy ahhoz hasonló) színeket ölt magára, a menyasszony anyja a rózsaszín árnyalatait. A női hanbok esetében a lila gallér a férjet jelképezi, a kék kézelő a fiúgyermeket. A zöld csogori (jeogori)val kombinált vörös cshima (chima) a menyasszonyok számára van fenntartva, a hajadon lányok az ünnepségek alkalmával sárga csogori (jeogori)t és vörös cshimát viselnek.
Egyes mintáknak is meghatározott jelentésük van. A menyasszonyi hanbokon a bazsarózsa a gazdagság és a megbecsültség óhaját fejezte ki, a gránátalma a sok gyermeket szimbolizálta. A fejsze a fiúgyermek jelképe volt, ezért az állapotos asszonyok fejsze alakú függőket hordtak, hogy kifejezzék a fiúgyermek iránti óhajukat. A sárkány-, főnix-, daru- és tigrismotívumokat csak a nemesség és a magas rangú katonák használhatták. Szokásos volt egyes, jó szerencsét, hosszú életet és egyéb pozitív jelentést sugalló kínai írásjegyek motívumként való használata is. A nemesek és a királyi család tagjai aranyozott mintákat (금박, kumbak) is viseltek, amelyeket leheletvékony aranylapokból készítettek mesteremberek.

## Összeállítása és kiegészítői
A hanbok két alapvető részből áll, ez a nők esetében a csogori (jeogori) (저고리, kabátka, felsőrész) és a cshima (chima) (치마, szoknya), a férfiaknál a csogori (jeogori) és a padzsi (baji) (바지, nadrág).

### Női hanbok
A csogori (jeogori), azaz a felsőrész a nőknél jelentősen rövidebb, mint a férfiaknál, mell alatt végződik, akár egy boleró. Féloldalas vastag masnival (korum (goreum)) kötik meg meghatározott módon. A tongdzsong (dongjeong) levehető papírgallér, ami segít kihangsúlyozni a nyakat. A csogori (jeogori) téli változata a prémmel bélelt, vastag katcsogori (gatjeogori) (갓저고리). A téli hidegben gyakran viseltek kabátot is, melynek neve turumagi (durumagi) (두루마기). A nők, ha kiléptek az utcára, a hanbok öltözék fölé még egy színes köpenyt is terítettek, amit a fejükre húztak, hogy eltakarják magukat. A köznép által viselt ilyen köpeny neve sszuge cshima (sseugae chima) (쓰개치마), a nemes hölgyek által viselté csangot (jangot) (장옷).
A cshima (chima) négyszögletes vagy csőszerű, redőzött szoknya, melyet a mell fölött rögzítenek hosszú szalagokkal. A hanbok szoknya a praktikusságot és a konfuciuszi értékrendet egyaránt tükrözte, a bő szoknya teljesen elrejtette viselője alakját, viszont elegendő mozgásteret biztosított a gyakran guggoló pozícióval járó háztartási munkák elvégzéséhez.
Az alsónemű összefoglaló neve szokkot (sokgot) (속곳), melynek több fajtája létezik. Az alsószoknya szokcshima (sokchima) (속치마), de előfordult a szokpadzsi (sokbaji) (속바지) is, ami a hanbok szoknya alatt viselt nadrág. A csogori (jeogori) alá szokcsokszam (sokjeoksam) (속적삼) nevű alsóing került. Az alsónemű viselete rendkívül fontosnak számított, ezért előfordult, hogy az alsóruha anyaga, minősége jobb volt, mint a külső, látható rétegé. Egyes nők akár hét rétegnyi alsóruhát is viseltek. Az öltözéket különleges formájú rövid, zokniszerű harisnya, a poszon (boseon) (버선) egészítette ki.

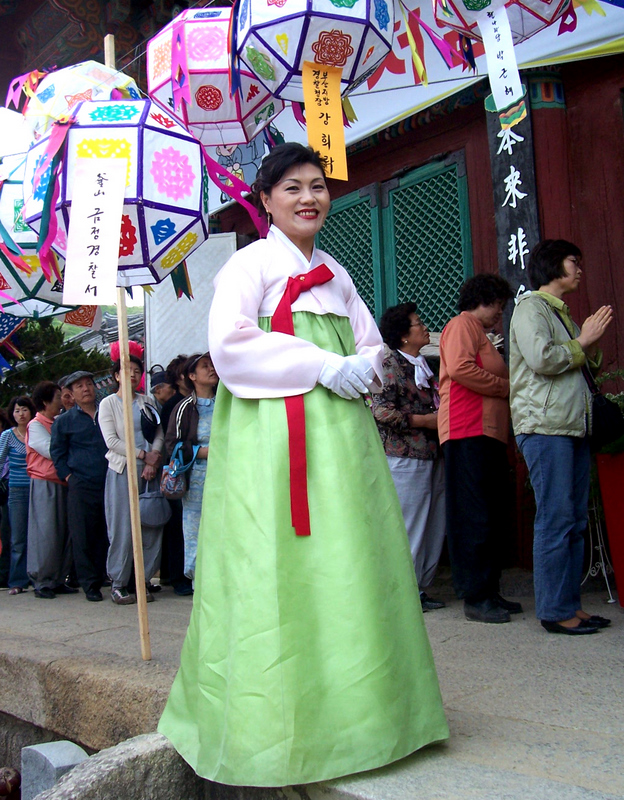
Női hanbok
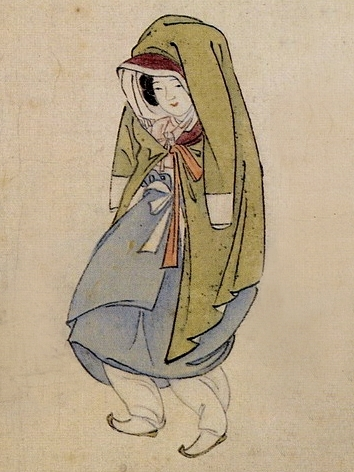
Csangot (Jangeot)
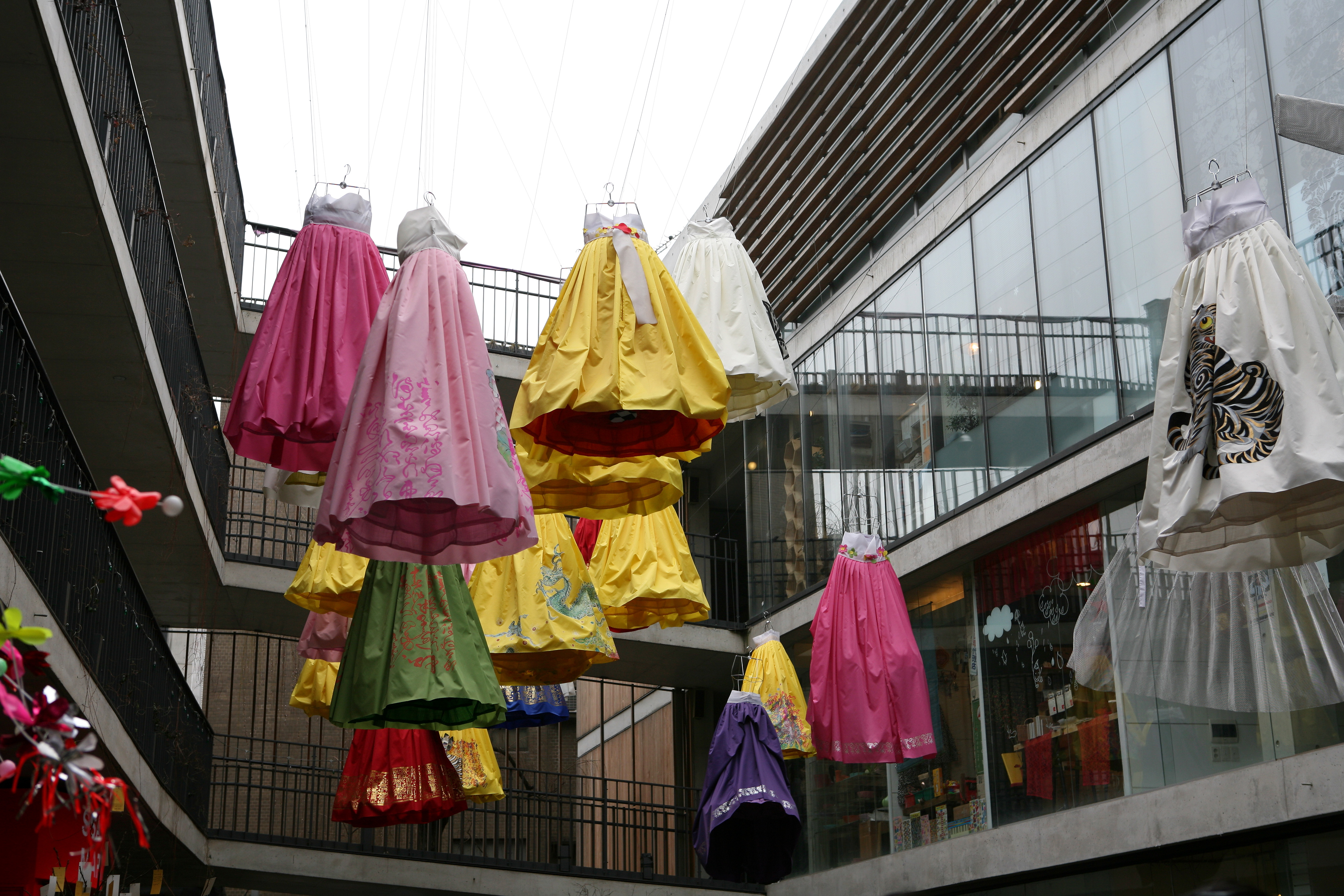
Cshima (Chima)
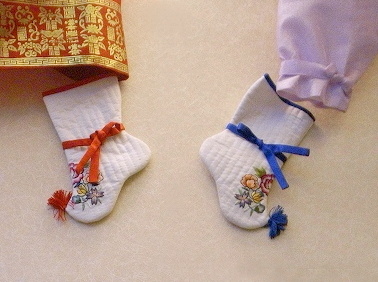
Poszon (Boseon)

### Férfi hanbok
A férfi hanbok alapvető darabjai a csogori (jeogori) (저고리, felsőrész) és a padzsi (baji) (바지, nadrág). A nadrág alatt viselték a szokkoi (sokgoui) (속고의) elnevezésű alsónadrágot. A padzsi (baji) alját egy vastag szalaggal (대님, tenim (daenim)) rögzítették a boka körül, a poszon (boseon) (버선), azaz a zokni felvételét követően. A csogori (jeogori)ra csokki (jokki) (조끼) vagy pedzsa (baeja) (배자), azaz mellény került, ami fölött felöltőt (마고자, magodzsa (magoja)) viseltek. Utcára lépéskor erre került a turumagi (durumagi) (두루마기). A nemesség topho (dopo)-nak (도포) nevezett köpenyt hordott. A pho (po)knak 12 fajtája volt (a turumagi (durumagi) is ide tartozik), aszerint, hogy ki milyen társadalmi pozíciót töltött be. Az öltözéket kalap (갓, kat (gat)) egészítette ki. A férfi hanbok öltözési sorrendje attól függ, milyen ruhadarabokat vesznek fel.

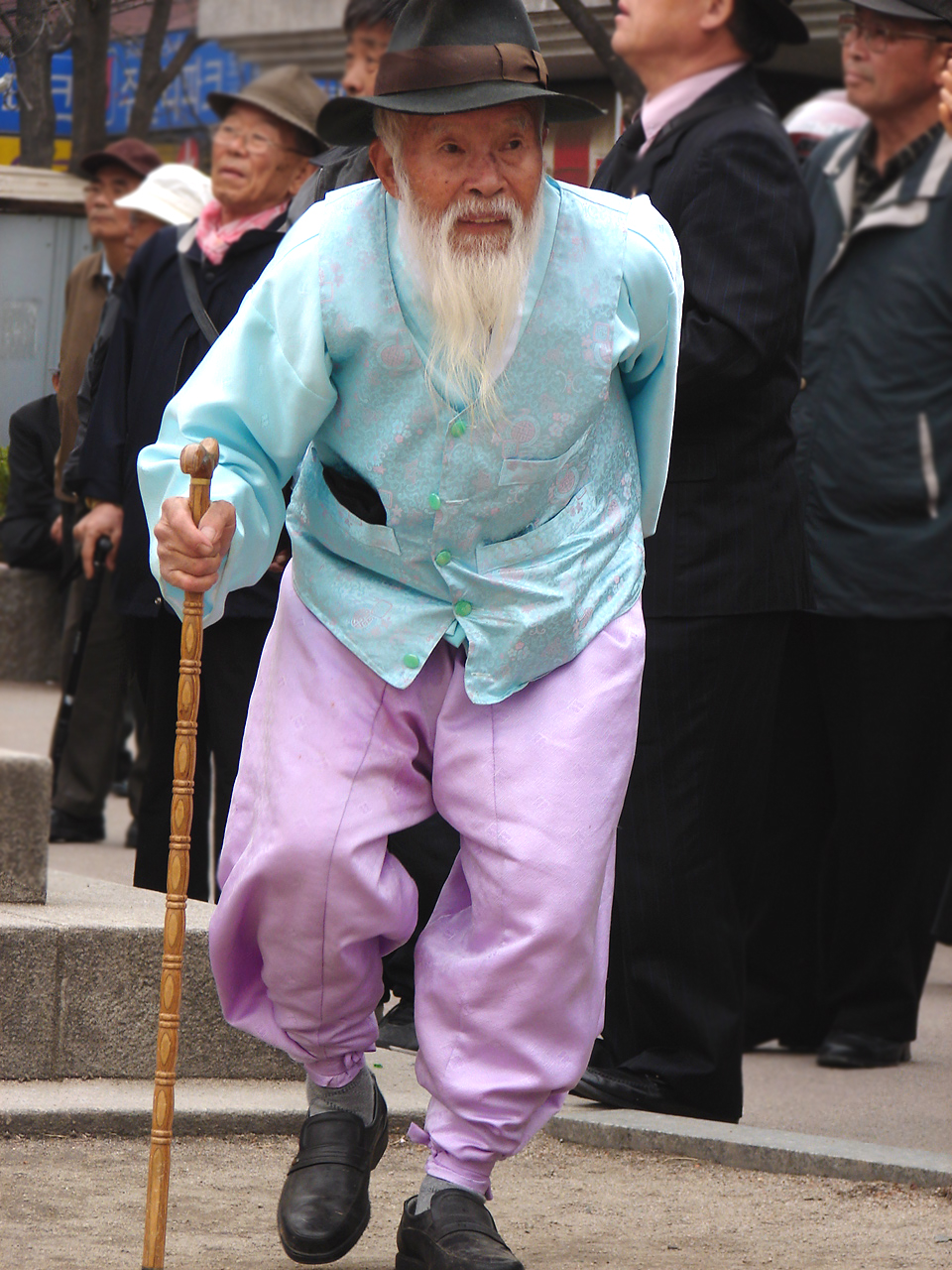
Idős férfi hanbokban: padzsi (baji)t és csogori (jeogori)t visel, a csogori (jeogori) felett pedig csokkit (jokki).
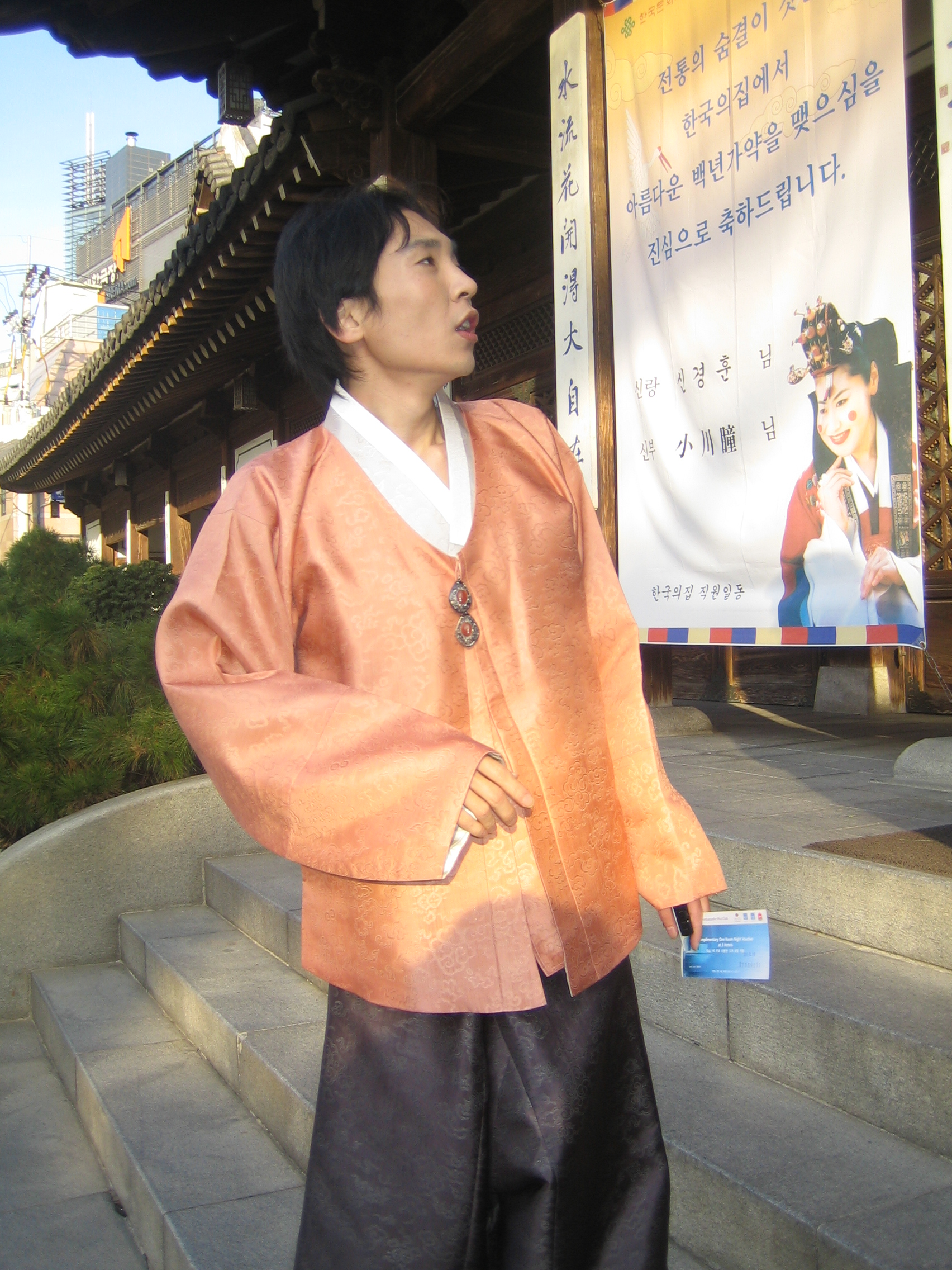
Magodzsa (Magoja)
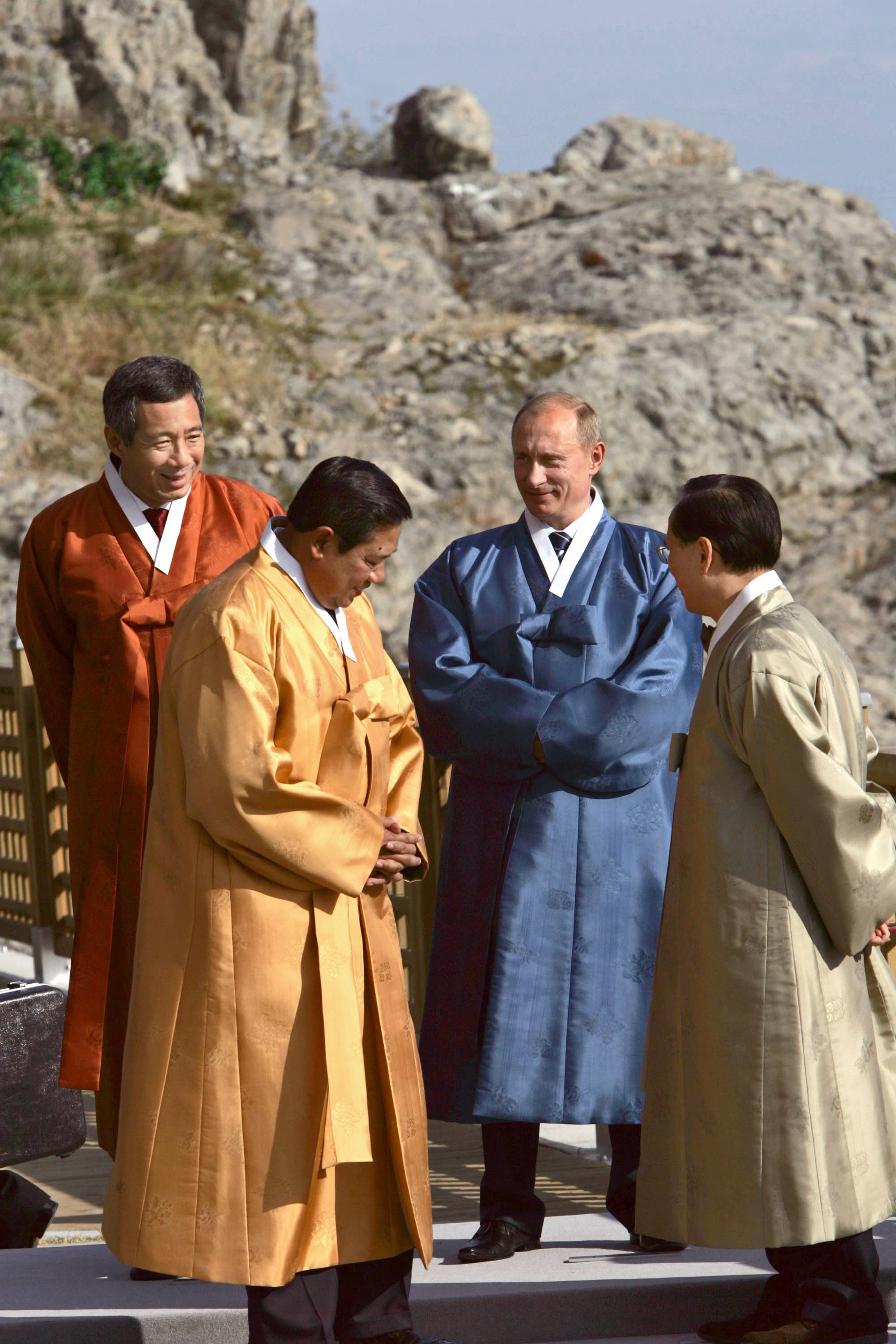
Vlagyimir Putyin a puszan (busan)i APEC-találkozón turumagi (durumagi)ba öltöztetve
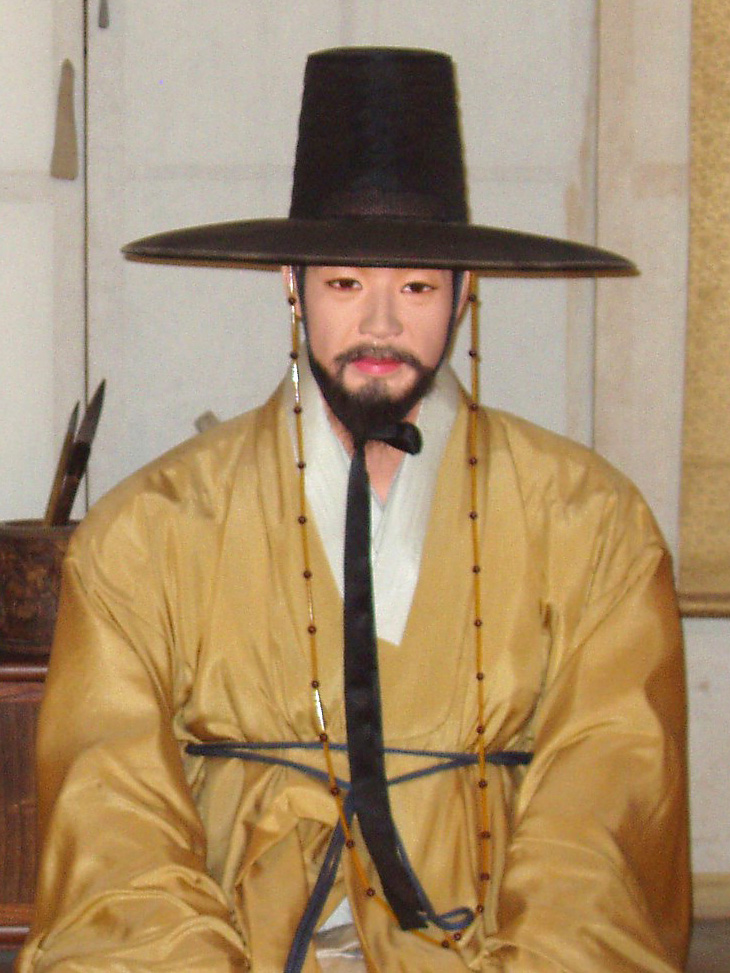
Topho (Dopo) és kat (gat)

### Gyermek hanbok
A gyermekek által viselt hanbok összeállítása életkortól függően változott. Az újszülöttek viselete a penet csogori (baenaet jeogori) (배냇저고리) volt, nyakrész nélkül. A tol (dol), azaz az első születésnap alkalmával szektong csogori (saekdong jeogori)ba (색동저고리) öltöztették, ami színes csíkokkal díszített. A kabátka az obangszek (obangsaek) (오방색) koncepcióról kapta a nevét, ami a koreai kultúrában igen fontos szerepet tölt be. E szerint az öt égtájhoz (kelet, nyugat, dél, észak és közép) öt színt társítanak, ezek a vörös, a fehér, a fekete, a sárga és a kék. Úgy vélték, az obangszek (obangsaek) megjelenítése a ruházaton elűzi az ártó szellemeket és a balszerencsét. A ruha anyagára a gyermekkel kapcsolatos szavakat hímeztek. A csogori (jeogori) felett viselt mellényke a csonbok (jeonbok) (전복), a rá kerülő hosszú kabátka elnevezése pedig szagjuszam (sagyusam) (사규삼). A fiúgyermekek hátul hosszú sapkát (복건, pokkon (bokgeon)) viseltek. A lányok a ceremóniák alkalmával tangi (dangui)t (당의) viseltek, ami csogori (jeogori) egy fajtája.

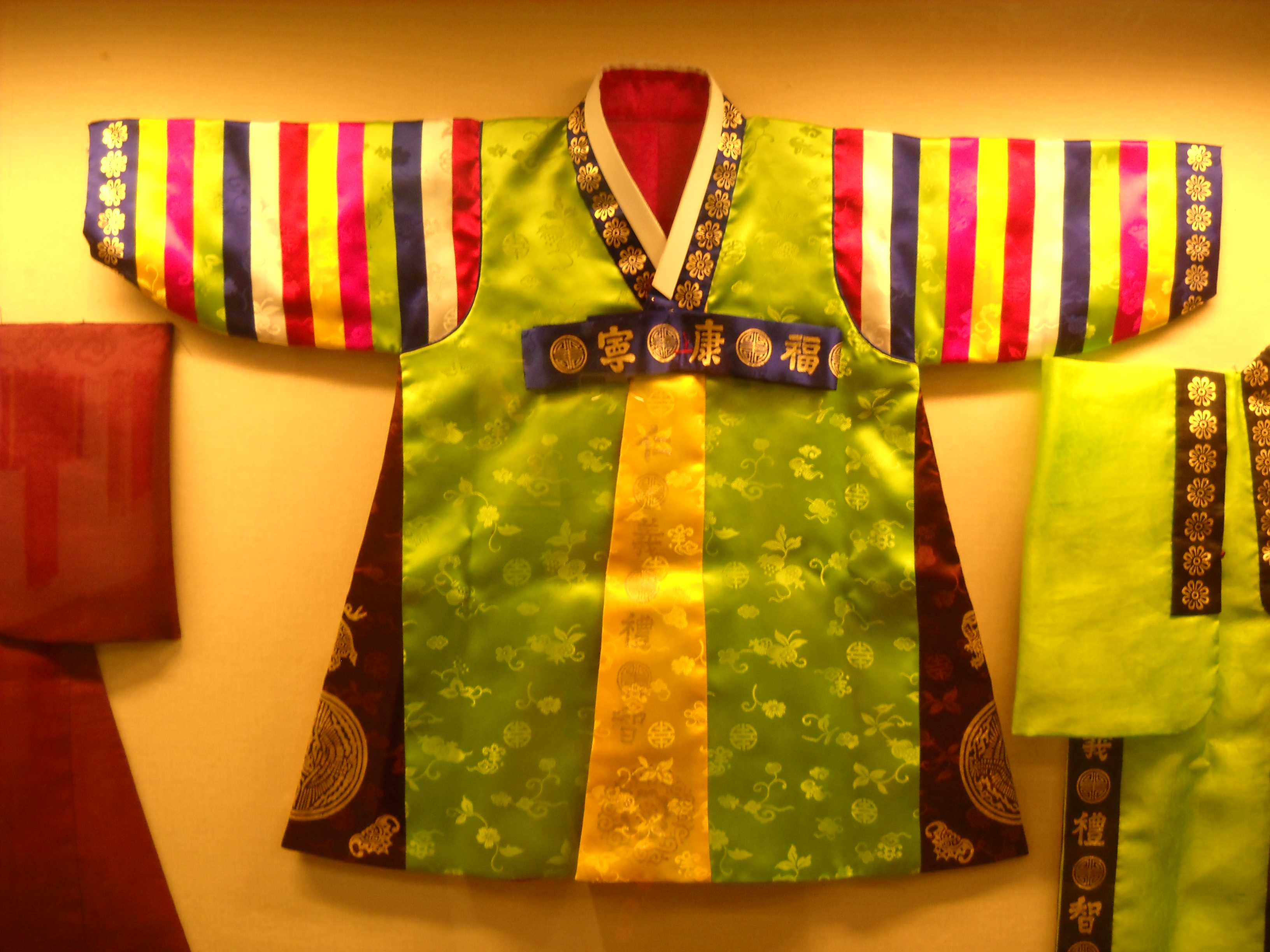
Szektong csogori (Saekdong jeogori)
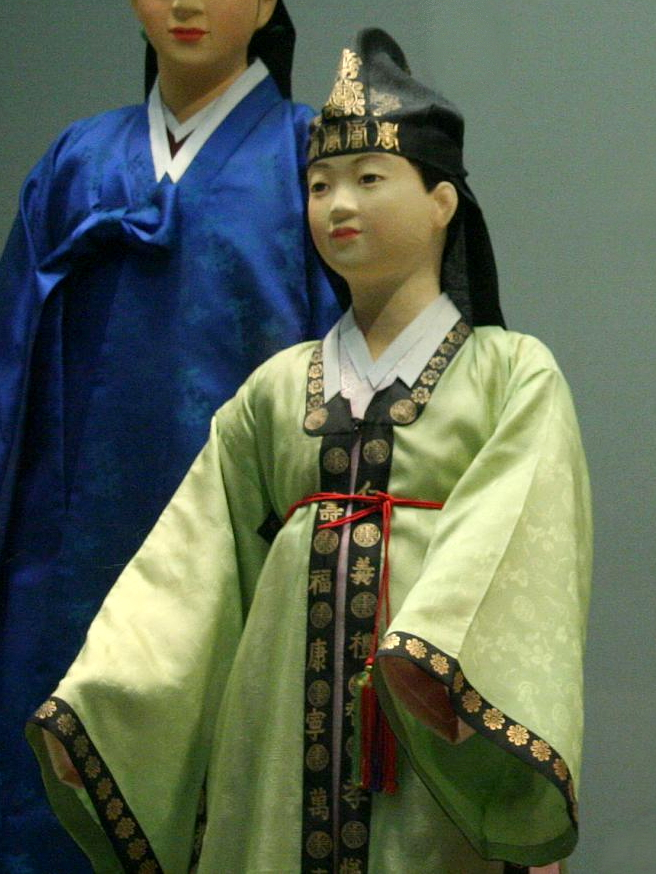
Szagjuszam (Sagyusam) és pokkon (bokgeon)
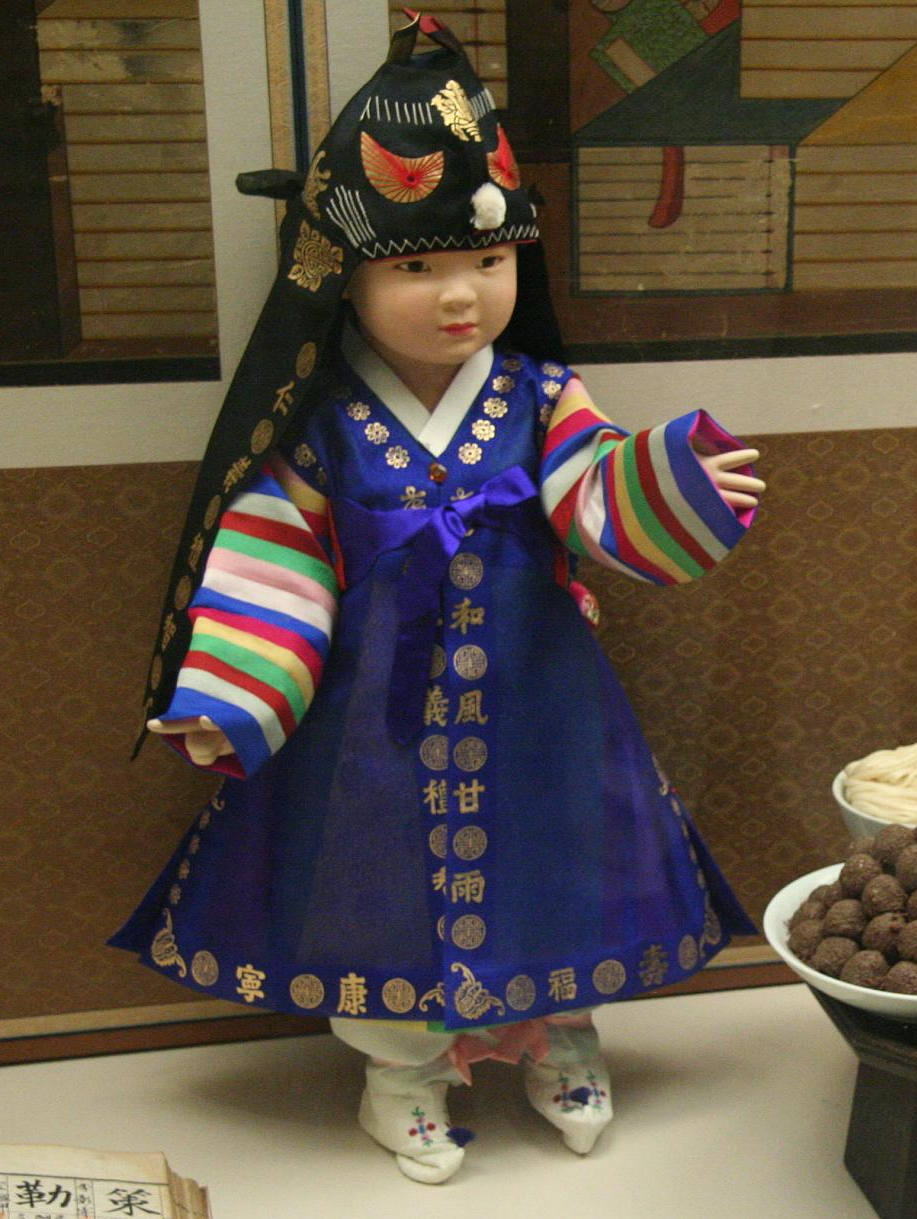
Csonbok (Jeonbok) (kék) és pokkon (bokgeon)
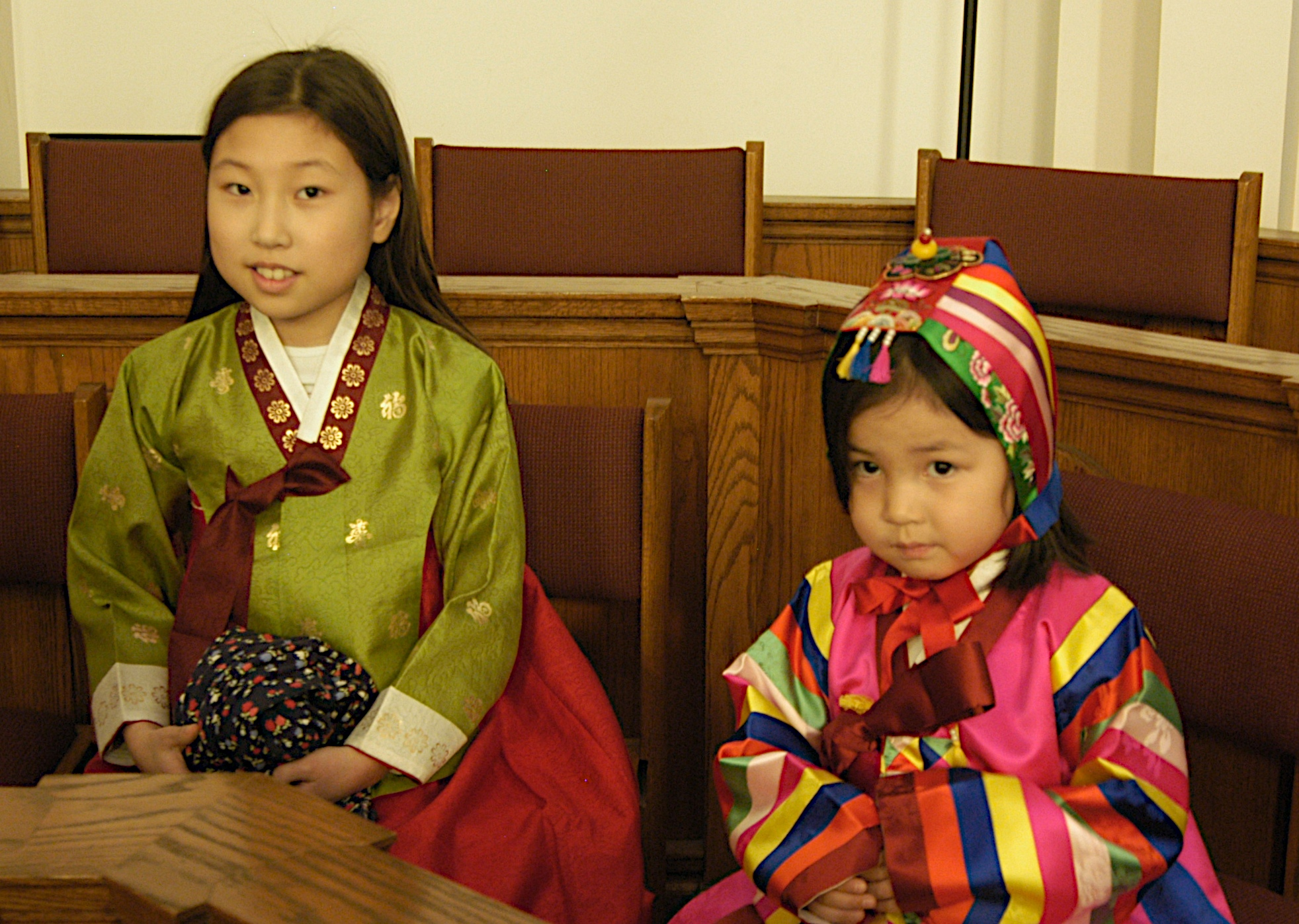
Tangi (Dangui) (zöld)

### Formális és ünnepi öltözékek

#### Ceremoniális öltözékek

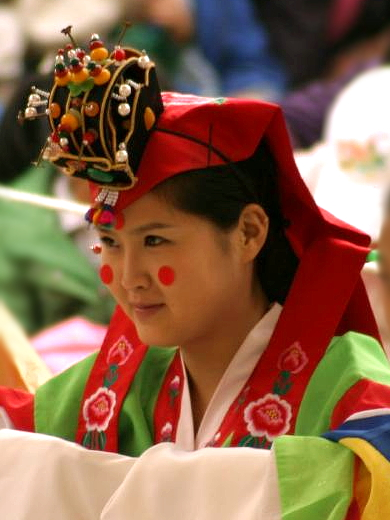
Hvagvan (Hwagwan) fejdísz és aptenggi (apdaenggi) (앞댕기, a modell vállaira eső vörös, hímzett szalag)

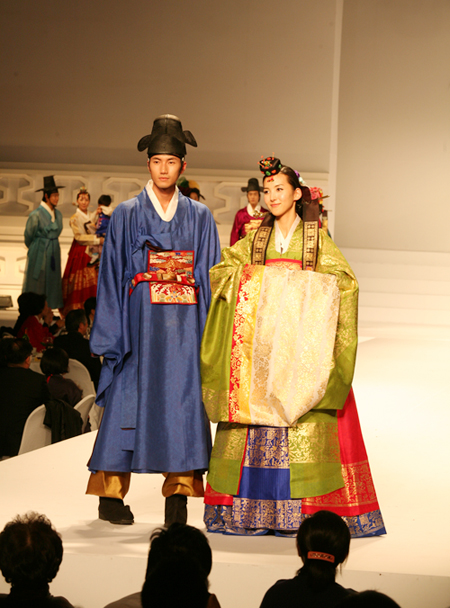
Pak Szulnjo (Bak Sulnyeo) (박술녀) divattervező esküvői hanbokkollekciója

A koreaiak számára a legfontosabb életesemények a felnőtté válási ceremónia, a házasság, a temetés és a csesza (jesa), az ősök előtti tiszteletadás volt. Ezek ceremoniális hagyományait Kínából vették át a kései Korjo (Goryeo)-korban és a Csoszon (Joseon)-dinasztia idején fokozatosan a koreai életmódhoz és mentalitáshoz alakították őket. Az évszázadok folyamán az eredetileg bonyolult ceremóniák fokozatosan egyszerűsödtek. Mivel az ünnepségek pontos levezetését törvény szabályozta, szerves részévé váltak minden család életének. A legtöbb ceremónia sajátos öltözéket kívánt meg.
A kvallje (gwallye) (관례), a 15-20 éves fiúk felnőtté válási ceremóniájának középpontjában a fejtetőn kontyba fogott haj és a kalap állt. A fiúk rendszerint egy szagjuszam (sagyusam) (사규삼) nevű, széles ujjú köpenyt viseltek, övvel és fényes cipővel. A lányok hasonló ünnepsége a kjerje (gyerye) (계례) volt, melyet közvetlenül az esküvőjük előtt tartottak, ezért az esküvői ceremónia részévé vált. A menyasszonyt szamdzsa (samja) (삼자) nevű selyemruhába öltöztették, haját kontyba kötötték, amihez hosszú, széles tenggi (daenggi) szalagot csatoltak és díszes pinjo (binyeo) hajtűvel szúrtak át. A lány fejére hvagvan (hwagwan) (화관) fejdísz került. A menyasszonyi ruha neve eleinte jomi (yomui) (염의) volt, később a nemesség által viselt hvarot (hwarot) (활옷), a vonszam (wonsam) (원삼) illetve a tangi (dangui) (당의) vált a köznép esküvői ruhájává. Mivel azonban ezek az öltözékek meglehetősen drágák voltak, a falvakban általában egy volt csak belőle, amit kölcsönadtak az éppen házasságot kötőknek. A módosabb családoknál a ruha generációról generációra öröklődött. A vőlegény szamo (samo) (사모) kalapot viselt, mely egyébként a hivatalnokok hétköznapi viselete volt. A vőlegény ruhája hosszú, kerek nyakú selyemköpenyből (단령, talljong (dallyeong)) és phumde (pumdae) (품대) övből állt, ami egy négyszögletes alakú, kemény anyagból készült, keretszerű öv. Az öltözéket mokhva (mokhwa) (목화), nemezcsizma egészítette ki. Ez az öltözék a Korjo (Goryeo)-korban a hivatalnokok viselete volt, majd a magas rangú tisztviselők halotti ruhája lett, mielőtt megengedték a köznépnek, hogy esküvői öltözetként használhassa. Az öltözékeket és a ceremóniákat a Szarje phjollam (Sarye pyeollam) (사례편람, „A négy rítus egyszerű leírása” című, 1844-ben keletkezett dokumentumban rögzítették.
A konfucianizmus tanításai szerint az elődök tisztelete volt a legfontosabb egy koreai számára, így a temetési ceremóniák szigorú és bonyolult rend szerint zajlottak, a gyászolók fázisonként más öltözéket viseltek. A halott ceremoniális felöltöztetéséig a család férfi tagjai kieresztették a hajukat, kézzel szőtt, durva vászon ruhába bújtak, amit lazán kötöttek csak meg. A Csoszon (Joseon)-kor vége felé azonban egyre inkább teljes öltözetet viseltek, apa temetése esetén a bal, anya temetése esetén a jobb ruhaujjat visszahajtották. A nők is kieresztették a hajukat, egyszerű, fehér gyászruhát viseltek, ékszerek és egyéb kiegészítők nélkül. A gyászoló család tagjai levették a poszon (boseon)t, azaz a zoknit. A halotti ruha elnevezése monungot (meoneungot) (머능옷) vagy csugume ot (jugeumae ot) (죽으매 옷) volt, amit még életében előkészíttetett mindenki. A férfiakat alsónadrágba, nadrágba, alsóingbe, csogori (jeogori)ba és fehér köpenybe öltöztették, a nőket alsószoknyába, alsóingbe, cshimába (chimába) és vonszam (wonsam)ba. A köznép esküvői ruhába öltöztette az elhunyt családtagot. A hivatalnokokat utolsó viselt hivataluk szerint öltöztették fel, a nőket a férjük utolsó viselt hivatala szerint. Az öltöztetést követően a gyászolók ruhát váltottak, és szangbok (sangbok)ot (상복), azaz gyászruhát öltöttek. A szangbok (sangbok) szabása, anyaga, varrási technikája attól függött, a viselője milyen kapcsolatban állt az elhunyttal, a fiai például durva vászonruhát öltöttek, öv gyanánt kötelet használtak és szalmából font cipőt húztak. A nők fehér pamut cshimát (chimát) és csogori (jeogori)t vettek fel, szalmából készült övet, fejfedőt és hajtűt, illetve szalmacipőt.
A csesza (jesa), az ősök előtti tisztelgés legalább olyan fontos esemény, mint a temetés. Háromfélét tartanak, ezek a csharje (charye) (차례), a kidzse (gije) (기제) és a sidzse (sije) (시제). A sidzse (sije), azaz egy hozzátartozó halálának évfordulója alkalmával a gyászruhát öltötték magukra a férfiak, egyéb alkalmakkor hosszú tophót (dophót) és fekete kalapot viseltek. A nők rendszerint nem vettek részt ezekben a rítusokban.
A királyok ceremoniális öltözéke a mjonbok (myeonbok) (면복) volt, melyet fontos ünnepségek, megjelenések alkalmával viseltek, jádeövvel és jádekiegészítőkkel. A királyné ceremoniális öltözéke a cshidzsogi (chijeogui) (치적의) volt, melyet a Ming-dinasztia császárnői ruhája után modelleztek. A vörös cshidzsogi (chijeogui) alatt a királyné sötétkék cshimát (chimát) és mintegy húsz rétegnyi alsóruhát viselt.

#### Formális öltözékek

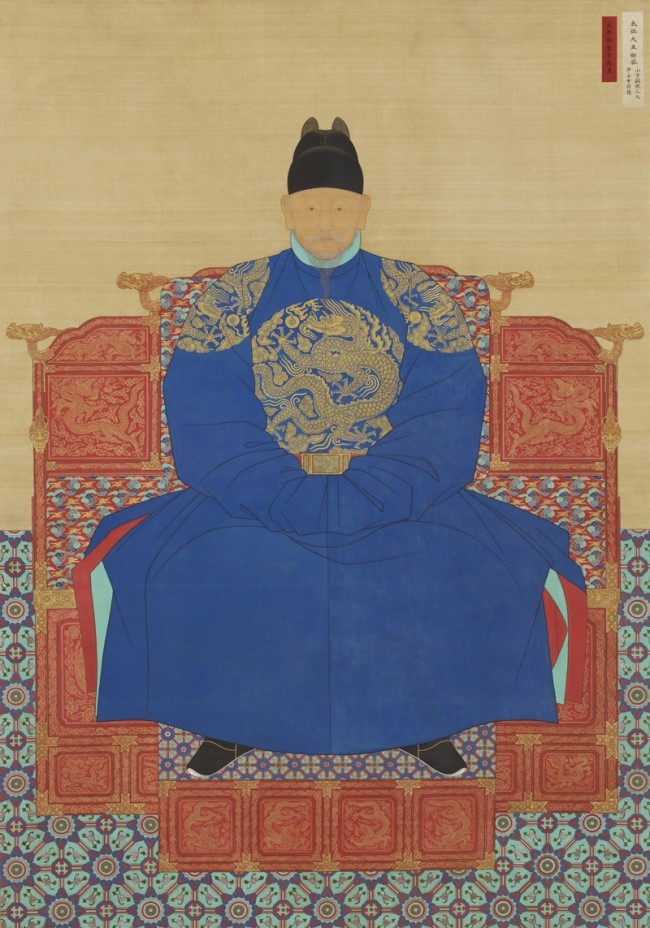
A dinasztiaalapító Thedzso (Taejo) király kék kolljongphóban (gollyongpóban). A későbbi királyok már vöröset viseltek, a kék ruha itt még a korjói hatást tükrözi

A ceremoniális öltözékek mellett a hivatalnokok és a királyi család viseletét formális viseletnek nevezik. A királyi udvarban viselt öltözékek összefoglaló neve kungdzsung poksik (gungjung boksik) (궁중복식), és a királyi család tagjai mellett a szanggungok (sanggung) (상궁, udvarhölgy) illetve a negvan (naegwan)ok (내관, eunuch) öltözéke is ide tartozik.
A hivatalnokok bő köpenyeket viseltek, Pophung (Beopheung) sillai király (514–540) idejében négy színből álló hivatalnoki ruharendszert alkalmaztak, Munmu (661–681) idejében pedig átvették a kínai Tang-dinasztia hivatalnoki öltözékrendszerét. A Csoszon (Joseon)-korban a Ming-dinasztia rendszerét vették át és kodifikálták. A nők ruházata tükrözte a férjük hivatali pozícióját, rangját. A hivatalnoki köpeny (단령, talljong (dallyeong)) általában kék színű volt. Különféle alkalmakra más és más köpenyt hordtak a tisztviselők. A hivatalnokvizsgákon a vizsgázók engszam (aengsam)ot (앵삼) viseltek, ami fekete szegélyű, homokszínű köpeny.
A király mindennapi állami tevékenységei végzéséhez vörös kolljongphót (gollyeongpót) (곤룡포) viselt, ötkarmú sárkánymotívummal, a koronaherceg fekete kolljongphót (gollyeongpót) hordott négykarmú sárkánnyal, a koronaherceg elsőszülött fia pedig feketét háromkarmú sárkánnyal.

### Kiegészítők

#### Fejfedők
A különféle kalapoknak és fejfedőknek a három királyság korától kezdve státusjelentése volt a koreai kultúrában, a viselő társadalmi pozíciójának megfelelő fejfedőt hordott. A Csoszon (Joseon)-dinasztia idején a konfucianizmus hatására rendkívül változatos kalapkultúra bontakozott ki a férfiak körében, a külföldiek pedig úgy emlegették Koreát, mint „a kalapok országa”. A státus mellett a kalapok funkcionális szerepet is betöltöttek. Voltak benti és kinti kalapok, a koreai férfiak ugyanis nagyon ügyeltek arra, hogy még a saját otthonukban se mutatkozzanak fedetlen fővel. A házon belül viselt kalapokból kétféle volt, a kon (geon) (건), ami csak fedi a fejet, és a kvan (gwan) (관), ami a státust is jelöli. Házi kalapként gyakran viseltek a nemesek úgynevezett thanggon (tanggeon)t (탕건), vagy önmagában, vagy a kat (gat) alatt, illetve ha a társadalmi pozíciójukat is mutatni kellett, csongdzsagvan (jeongjagwan)t (정자관). Az eredetileg tudósok által viselt pokkon (bokgeon) (복건) később a kisfiúk fejfedőjévé szelídült. A házon kívül viselt kalap a kat (gat), mely minden karimával rendelkező típust magába foglal. Télen speciális fejfedőket viseltek a hideg ellen.
A női fejfedők nem ennyire változatosak, mivel a nőknek nem volt szabad gyakran utcára menniük. Ha mégis utazni voltak kénytelenek, a nemes hölgyek noul (neoul) (너울) nevű fátylat, vagy csangot (jangot)ot (장옷) viseltek, az alacsonyabb rangúak sszuge cshimával (sseugae chimával) (쓰개 치마) takarták el az arcukat. A kiszeng (gisaeng)ek csonmót (jeonmót) (전모) viseltek, ami olajozott, festett papírkalap volt, és nem rejtette el az arcot. A dolgozó nők nem viseltek fátylat, mert akadályozta volna őket a munkában. A nők télen csobaü (jobawi)t (조바위; egyfajta fülvédő) vagy ajam (ayam)ot (아얌) hordtak, utóbbi nem takarja a fület és hátul hosszú fátyollal rendelkezik.
A Korjo (Goryeo)- és a Csoszon (Joseon)-korban a hölgyek és a kiszeng (gisaeng)ek nagy méretű, gondosan kidolgozott és gazdagon díszített parókát hordtak (가체, kacshe (gache)). A kacshe (gache) rendkívül drága volt, de még a közembereknek is meg kellett venniük, mert azt esküvőn a menyasszonynak viselnie kellett. Csongdzso (Jeongjo) király (1776–1800) be is tiltotta a parókát, mert a konfuciánus elvekkel ellentétesnek találta a nők megszállottságát e tekintetben.

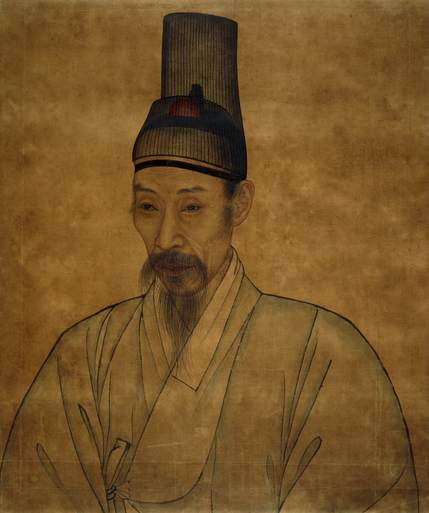
Thanggon (Tanggeon)
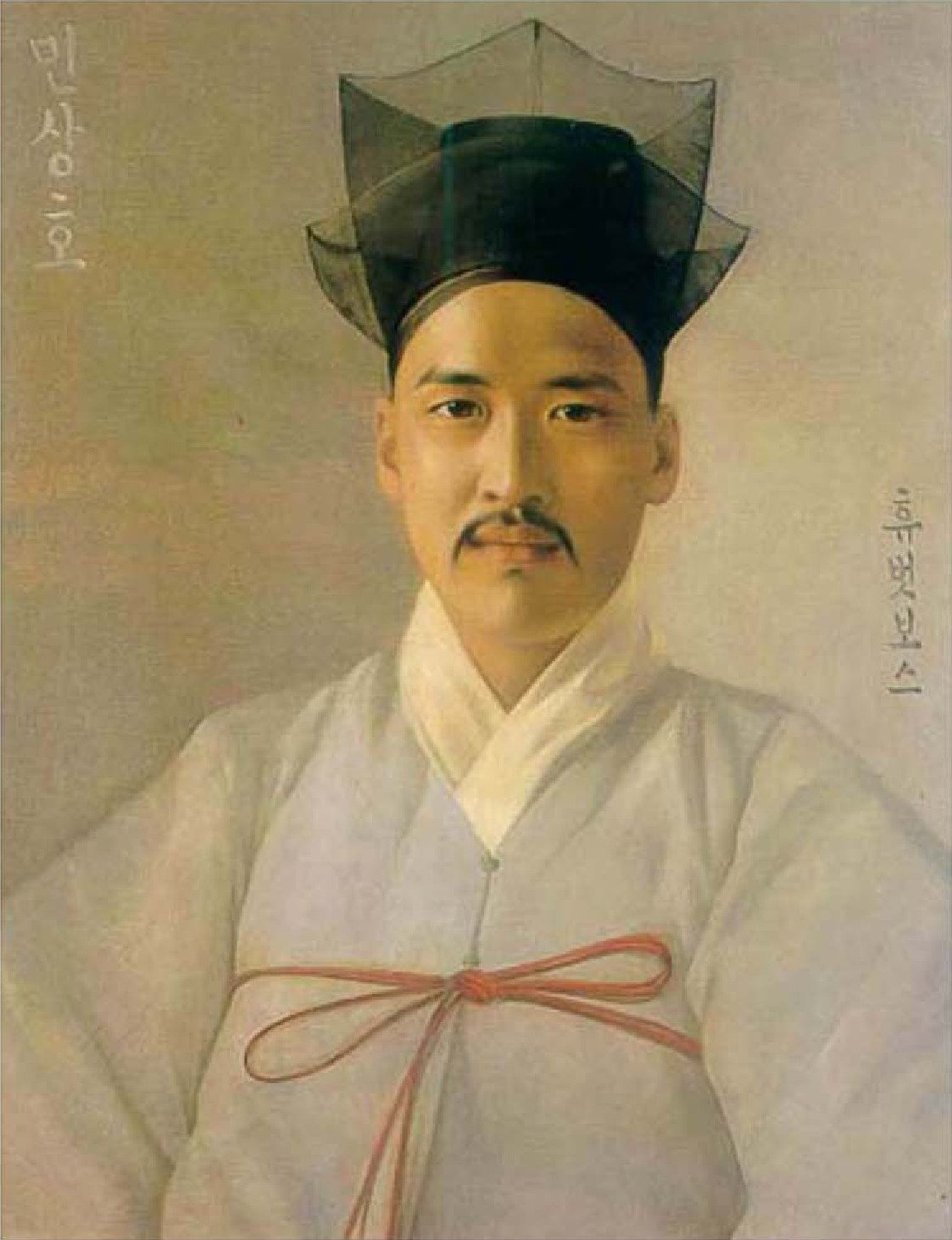
Csongdzsagvan (Jeongjagwan)
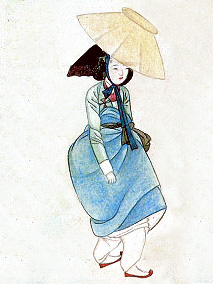
Csonmo (Jeonmo)
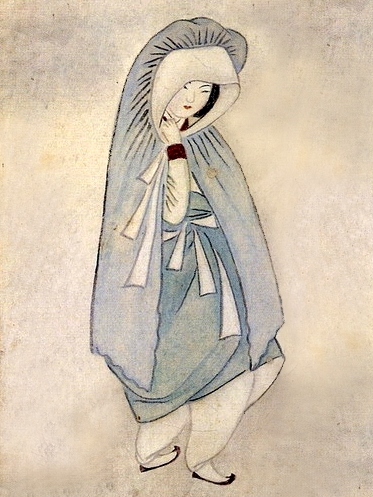
Sszuge cshima (Sseugae chima)
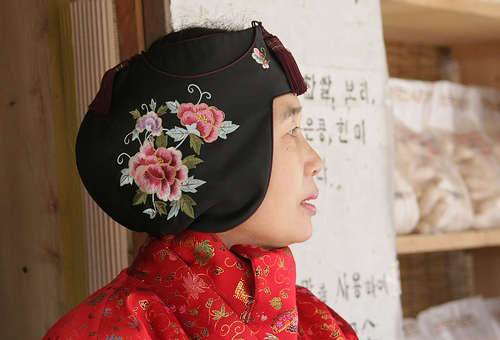
Csobaü (Jobawi)
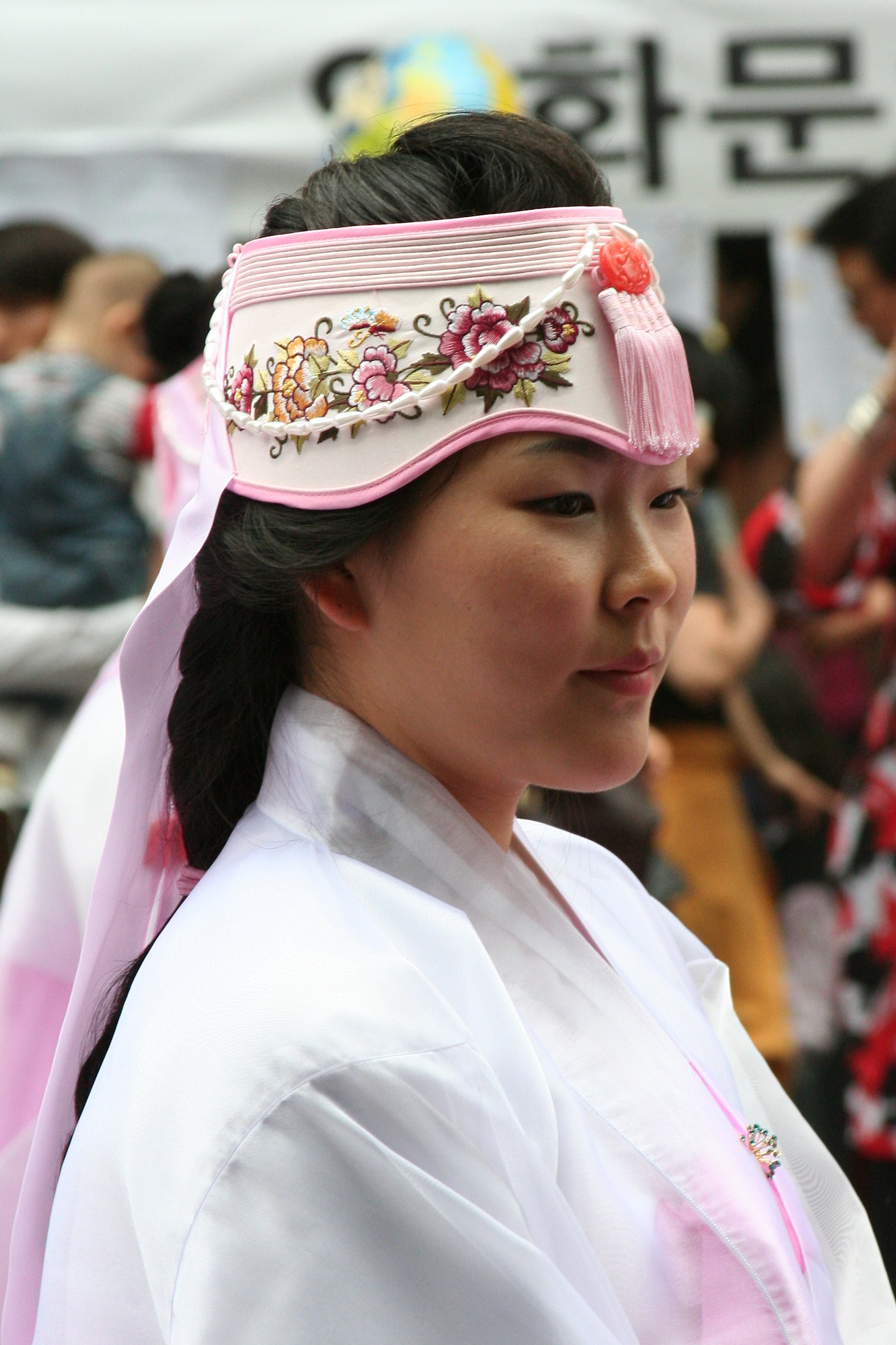
Ajam (Ayam)
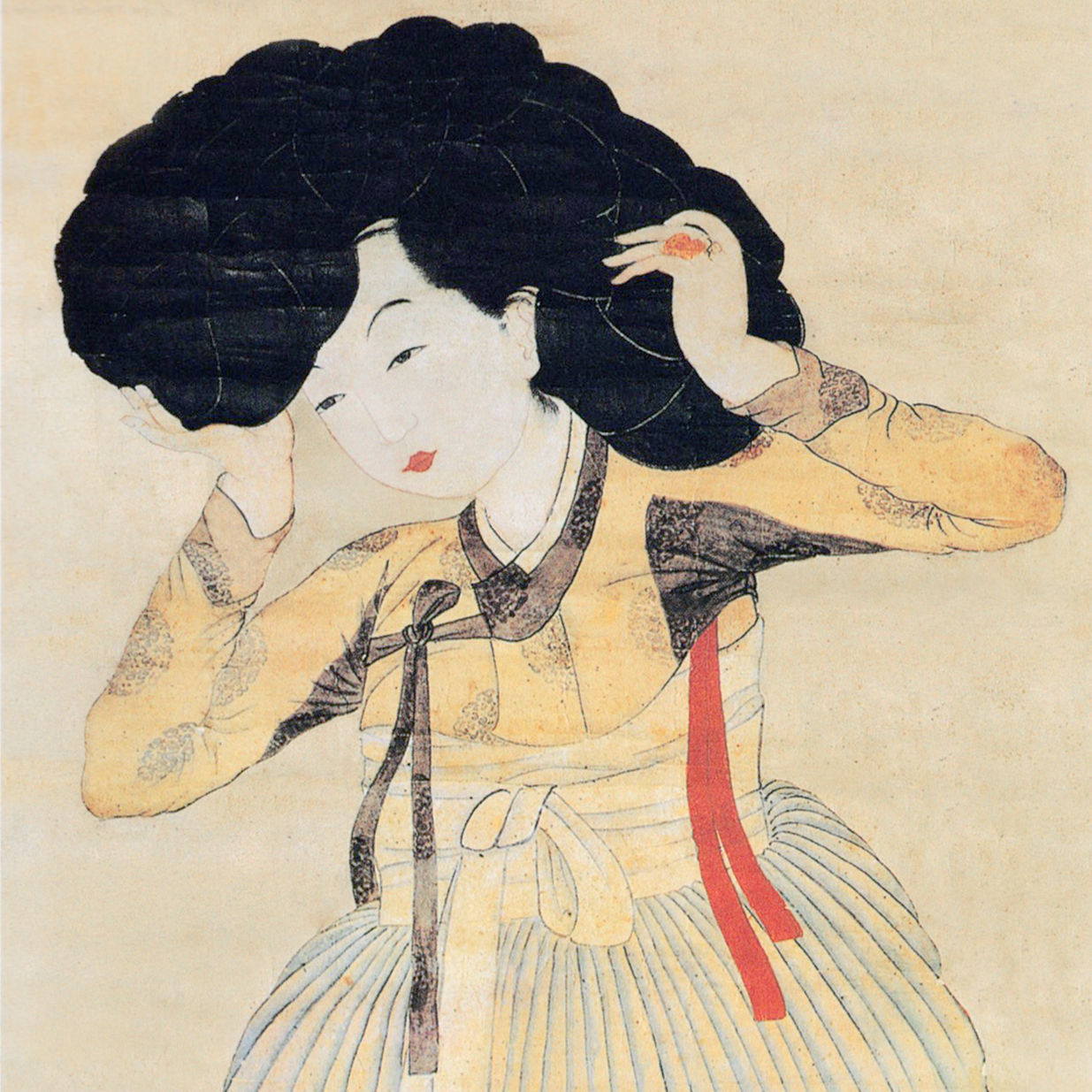
Kacshe (Gache)

#### Egyéb kiegészítők

Hanbok kiegészítők: tenggi (daenggi), csumoni (jumoni) (apró erszény), ajam (ayam) és pessi (baessi)

A nők és a férfiak egyaránt hosszú hajat viseltek, a nők befonva hordták házasság előtt. A férfiak házasság után a fejtetőn szorosan összefogott kontyban (상투, szangthu (sangtu)) viselték a hajukat, a homlokuknál pedig manggon (manggeon)t (망건), egyfajta lószőrből készített pántot hordtak, ami megakadályozta a haj rendezetlenné válását a kalap felvétele előtt.
A nők különféle kiegészítőket hordtak, a hajba oldalt tükkodzsi (dwikkoji)t (뒤꽂이) tűztek (fülpiszkálóként is használatos volt), aminek anyaga, díszítése megfelelt a hölgy társadalmi státusának. Kedveltek voltak a feltűzött, fonott haj rögzítésére szolgáló hajtűk (비녀, pinjo (binyeo)) is, amelyek a haj mellett a nemesség körében a paróka és a korona rögzítésére is szolgált. Mintázata alapján számos típusa létezik, a sárkány alakú elnevezése például jongdzsam (yongjam) (용잠). Az udvarhölgyek mindennapos viselete a cshopcsi (cheopji) (첩지) volt, ami szintén a haj díszítésére szolgált. Általában mindkét végén fonott zsinór volt, amivel együtt fonták össze a hajat. A közrangú nők ünnepi alkalmakkor viselték csak.
A hajban viselt szalagok összefoglaló neve tenggi (daenggi) (댕기), általában vörös színű, de más színekben is használatos. A tothurak tenggi (doturak daenggi) (도투락댕기) vastag, hosszú szalagpár, amit a menyasszony hajához erősítettek hátul. Ennek kiegészítője az aptenggi (apdaenggi) (앞댕기), melyet a kontyba szúrt hosszú hajtű tartott és a mellkasra esett. Arany mintázatú és gyakran gyöngyökkel díszített a vége. A fiatal lányok hajába a fejtetőn az elválasztásnál pessi tenggi (baessi daenggi) (배씨 댕기) került, ami apró, két oldalt zsinórral vagy szalaggal tartott hajdísz. A zsinórt a lányok hajfonatába fonták bele.
A női hanbok kedvelt kiegészítője a norige (norigae) (노리개), ami apró díszfüggő, általában a csogori (jeogori) megkötésére szolgáló korum (goreum) szalaghoz, vagy a cshima (chima)-megkötő szalagokhoz kötik. Mintának, a függők számának és színének megfelelően számos fajtája létezik.
A nők kedvelt cipőviselete a kkotsin (꽃신) volt, ami szó szerint „virágcipőt” jelent, a hímzett virágmotívumok miatt.

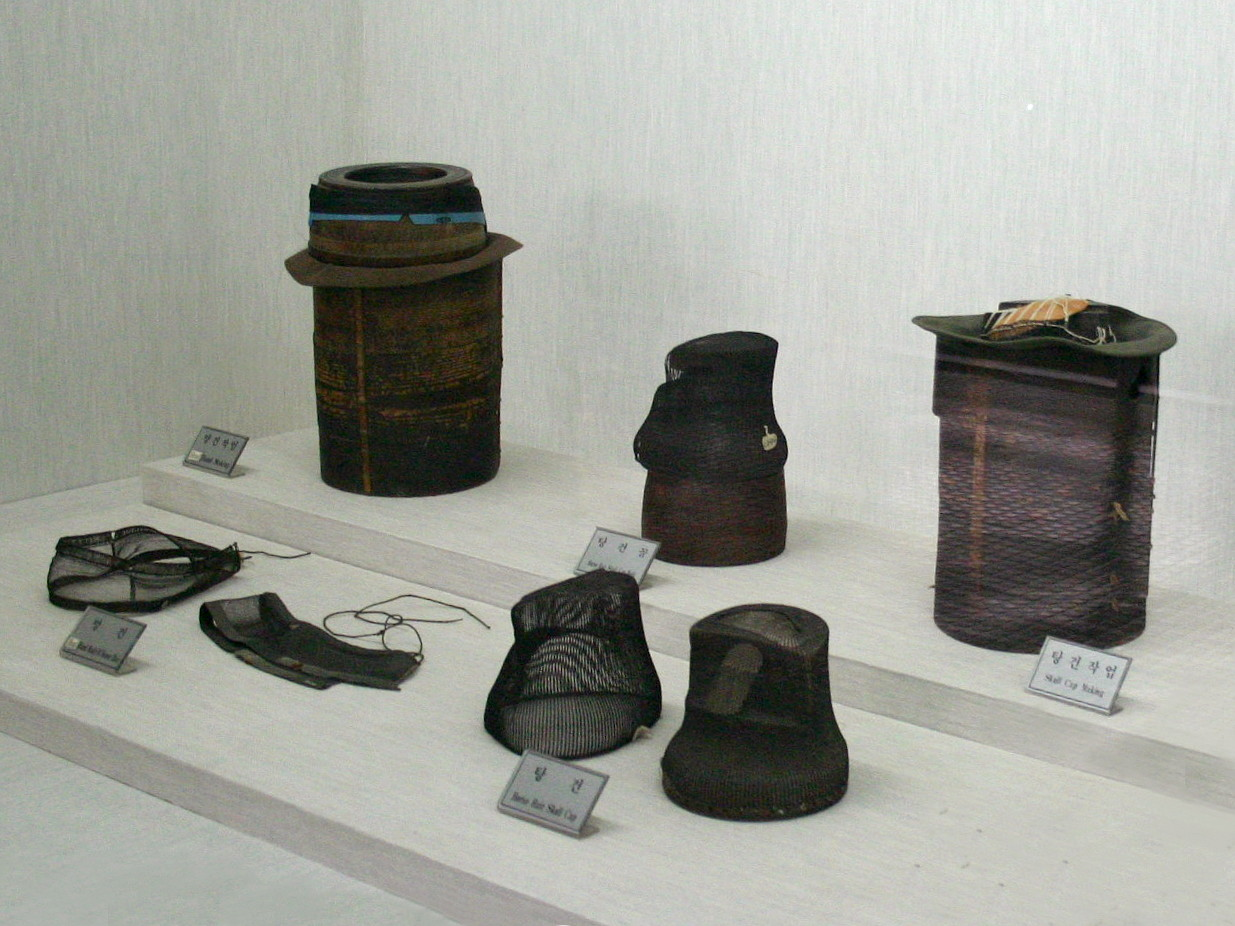
Manggon (Manggeon) (bal szélen alul)
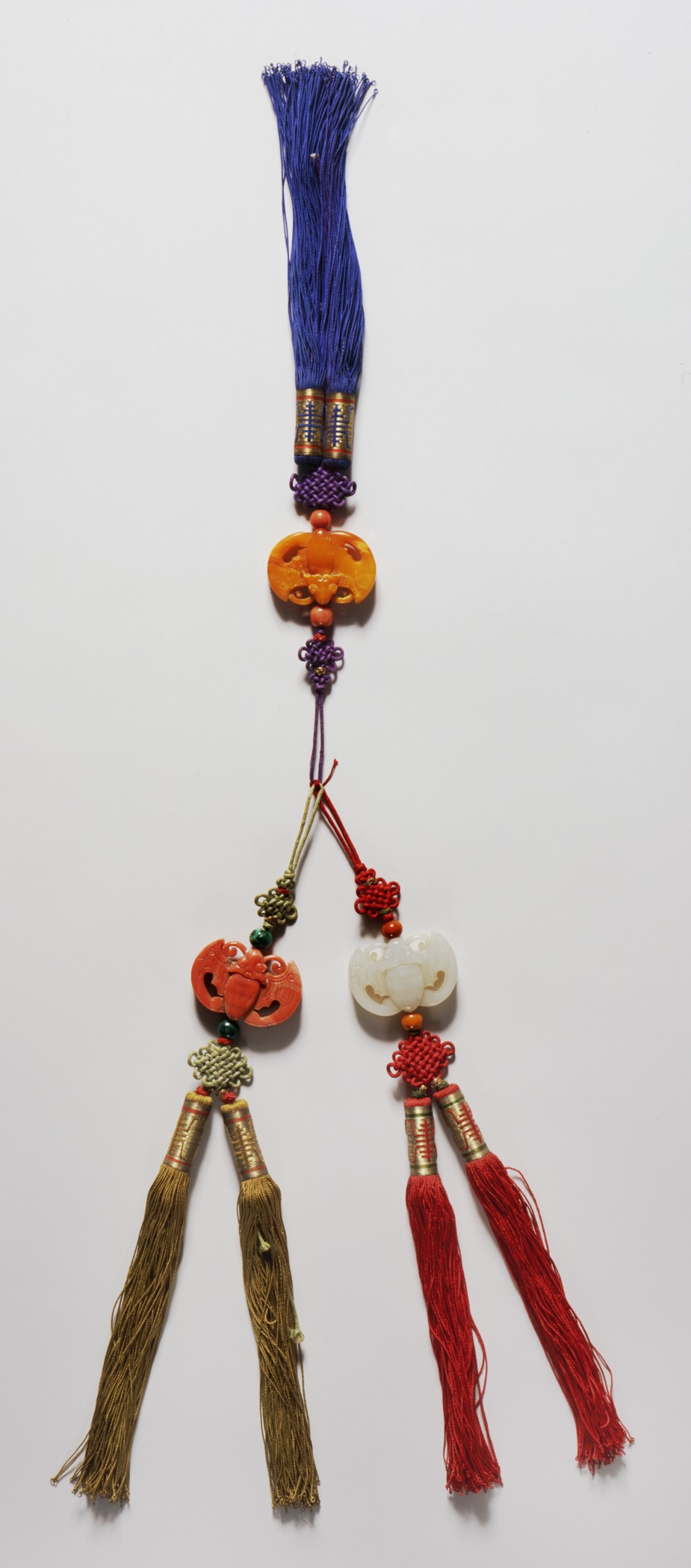
Norige (Norigae)
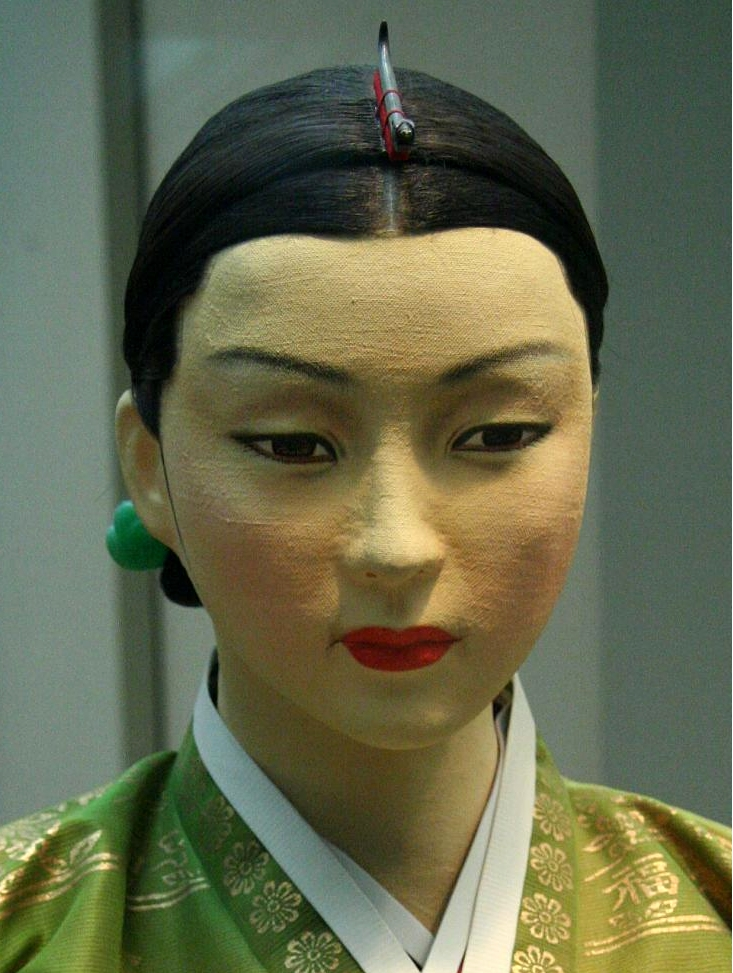
Cshopcsi (Cheopji) (a fejtetőn középen)
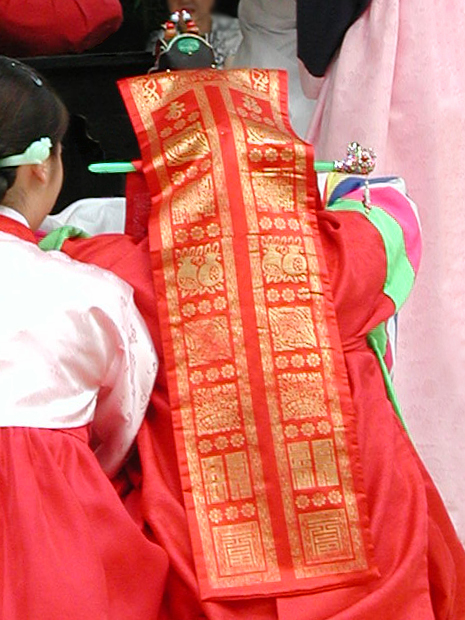
Tothurak tenggi (Doturak daenggi)
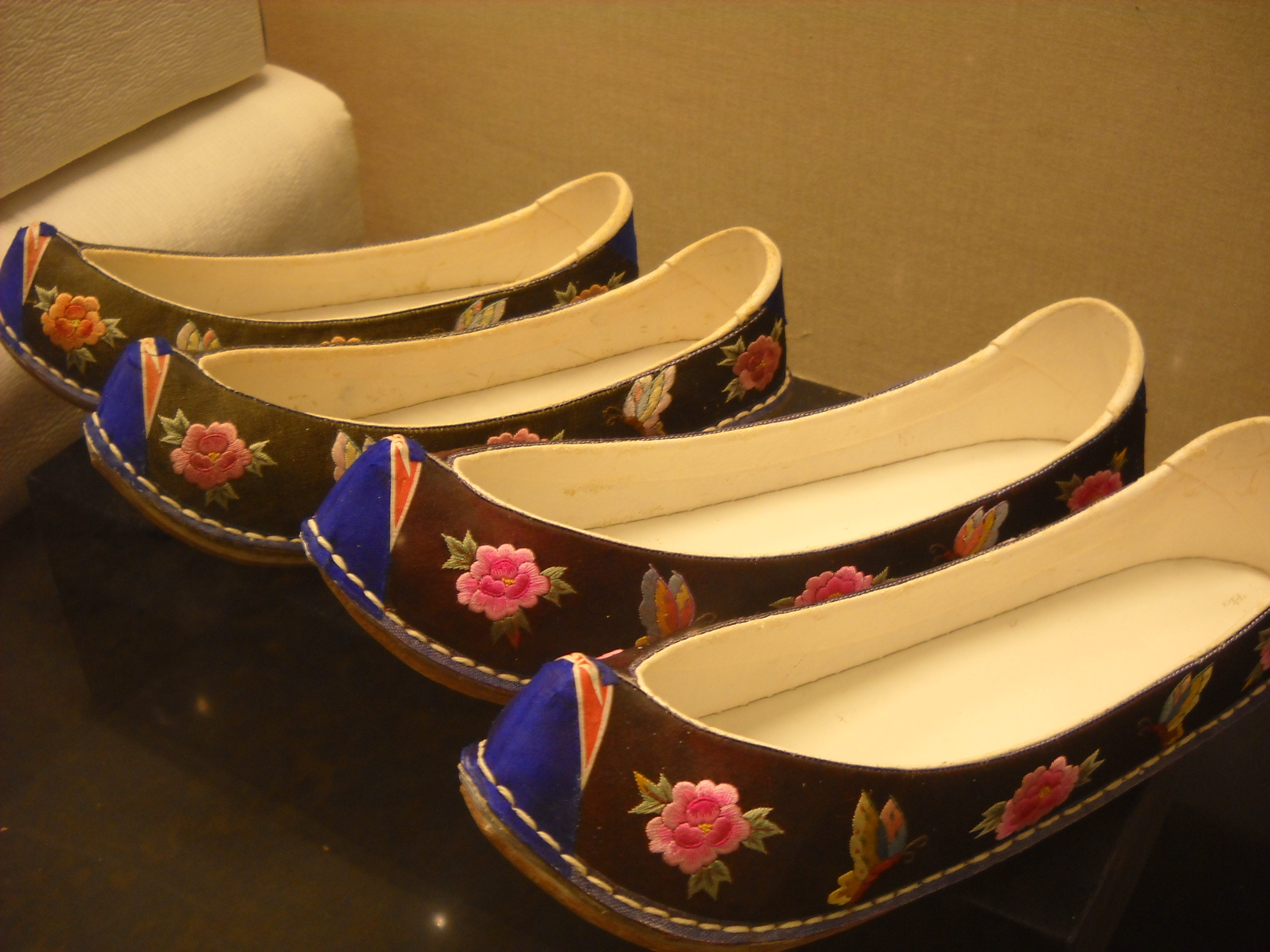
Kkotsin

## Megjelenése a művészetekben
A hanbok a japán kimonóhoz és a kínai chőngszámhoz képest kevéssé ismert ázsiai viselet a divat világában, azonban a koreai hullám terjedésének köszönhetően egyre nagyobb figyelmet kap. A hanbok dizájnja olyan neves divatházakra és tervezőkre is hatással volt, mint a Dior, Carolina Herrera, Giorgio Armani vagy Miuccia Prada. Prada I Jonghi (Lee Yeong-hui) (이영희), az egyik legismertebb hanbok divattervező kollekcióinak nagy rajongója. Ugyancsak a híres divattervezők közé tartozik I Hjeszun (Lee Hye-sun) (이혜순), aki a hétköznapi viseletekkel (iskolai és vállalati egyenruhákkal) igyekszik kombinálni a hagyományos hanbokot, Pak Szulnjo (박술녀), aki több televíziós műsor és sorozat számára tervezett ruhákat, Kim Jedzsin (Kim Yejin) (김예진), akinek vásárlói közé olyan hírességek tartoznak, mint Pan Gimun (Ban Gimun), Anthony Quinn, Nicolas Cage és Hillary Clinton, illetve I Hjodzse (Lee Hyoje) (이효재), akinek több mint 60 szabadalom fűződik a nevéhez a hanbokkészítéssel kapcsolatosan.
A koreai szaguk (sageuk)ok, azaz a történelmi televíziós sorozatok, mint például A palota ékköve vagy a Hvang Dzsini (Hwang Jini) népszerűsége a hanbok népszerűsítéséhez is hozzájárult. Kortárs cselekményű sorozatokban is alkalmaznak hanbokot kosztümként, például a Princess Hours című sorozatban megjelent, Pe Jongdzsin (Bae Yeongjin) divattervező (배영진) hanbok-inspirálta modern ruhái igen népszerűek lettek a fiatalok körében.

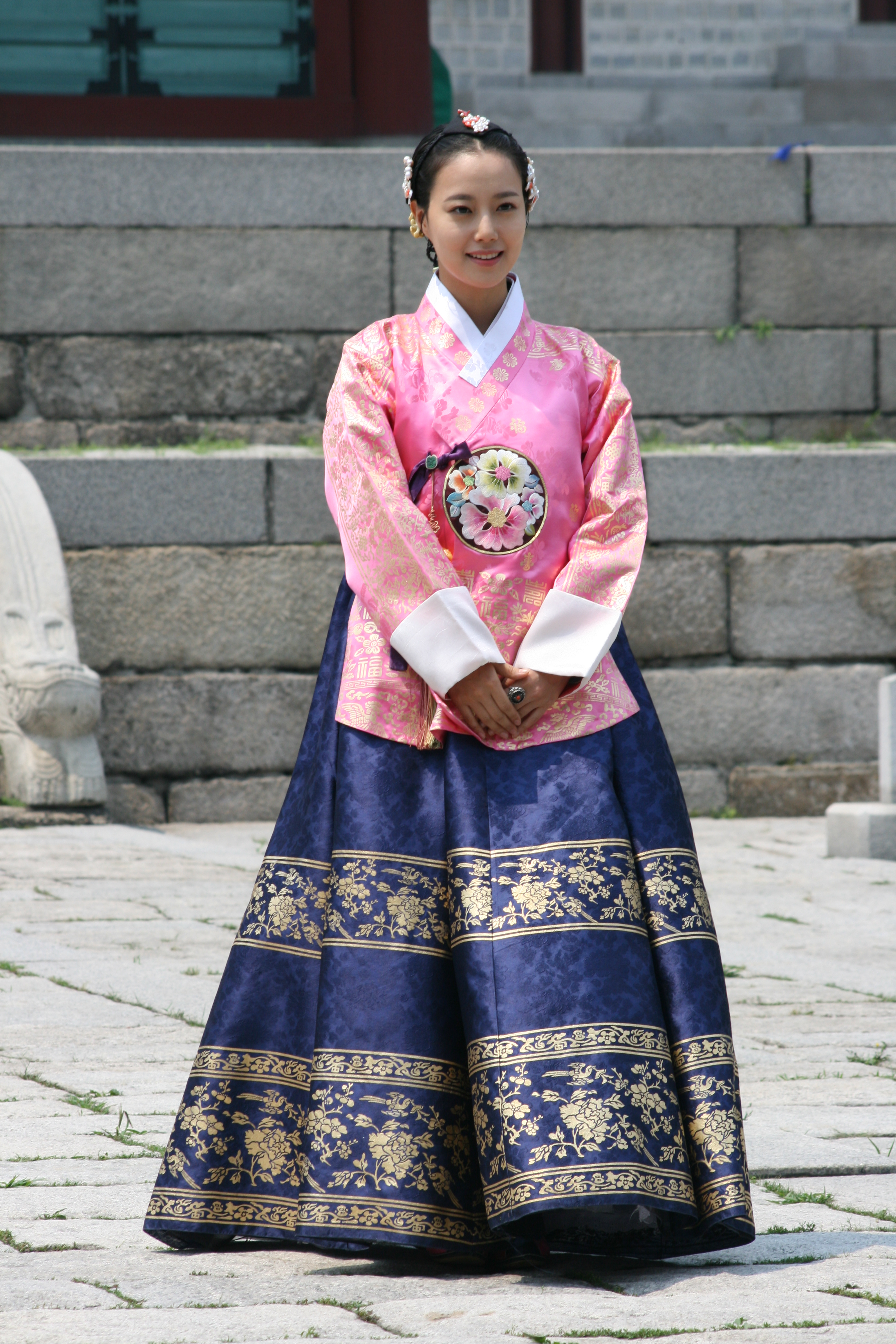
Mun Cshevon (Mun Chaewon) színésznő a The Princess’ Man című sorozat forgatásán hanbokban
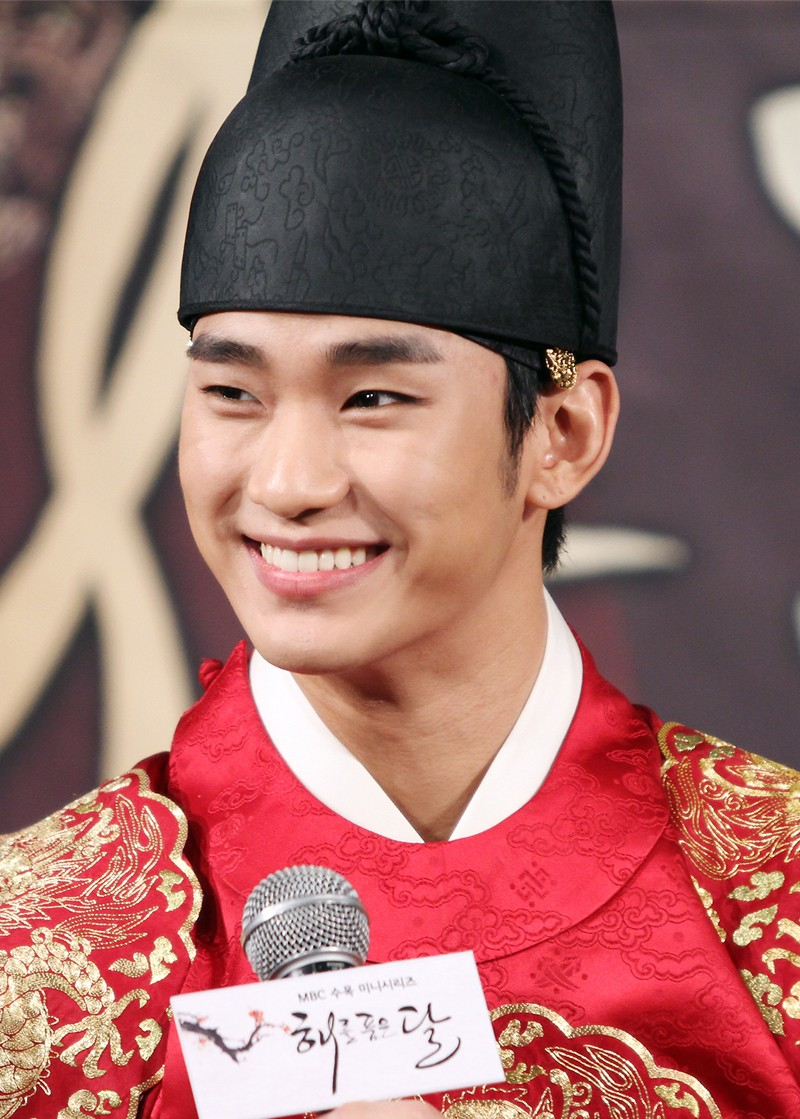
Kim Szuhjon a Moon Embracing the Sun sajtótájékoztatóján királyi hanbokban
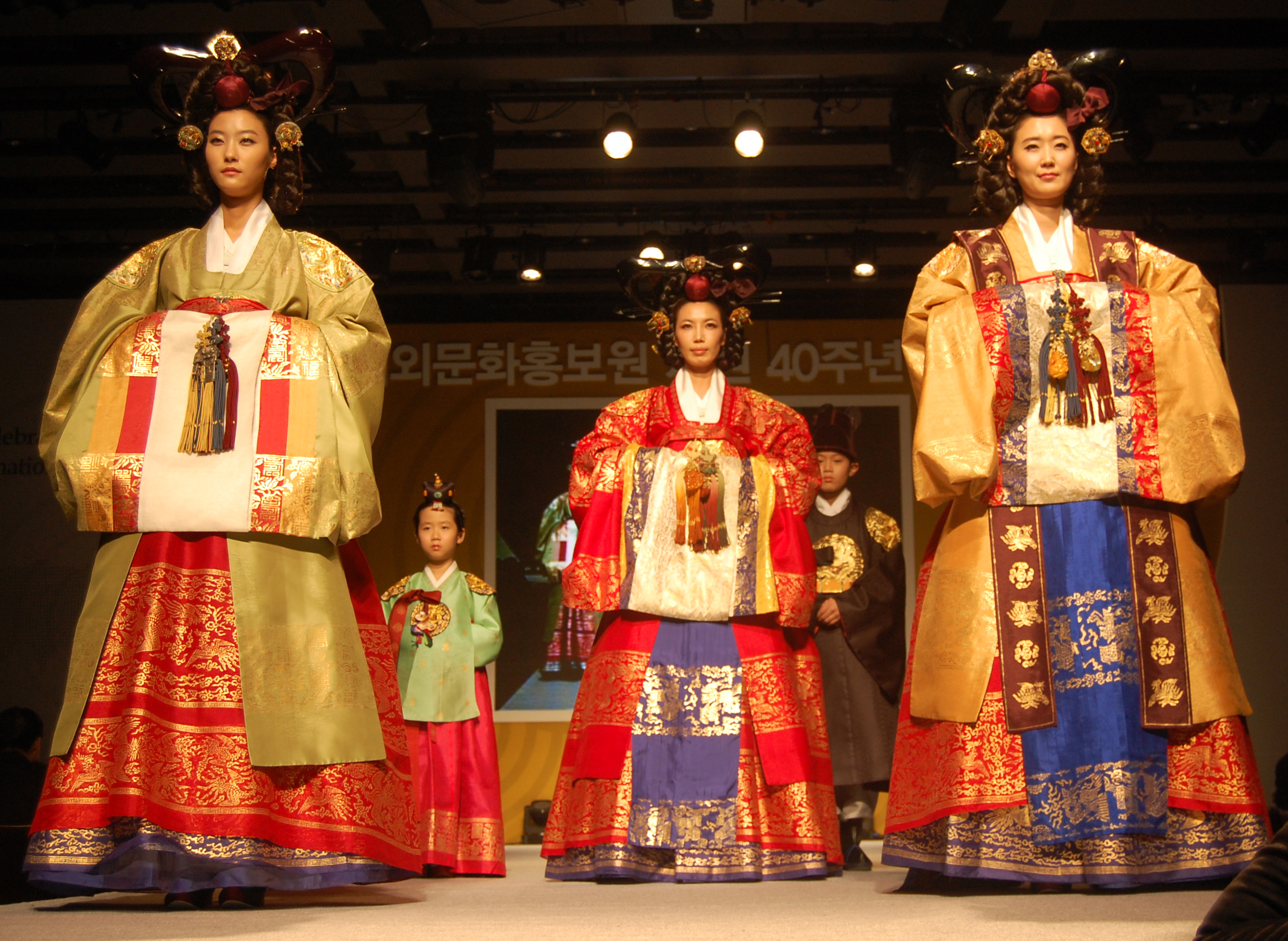
I Jonghi (Lee Yeonghui) hanbokkreációi
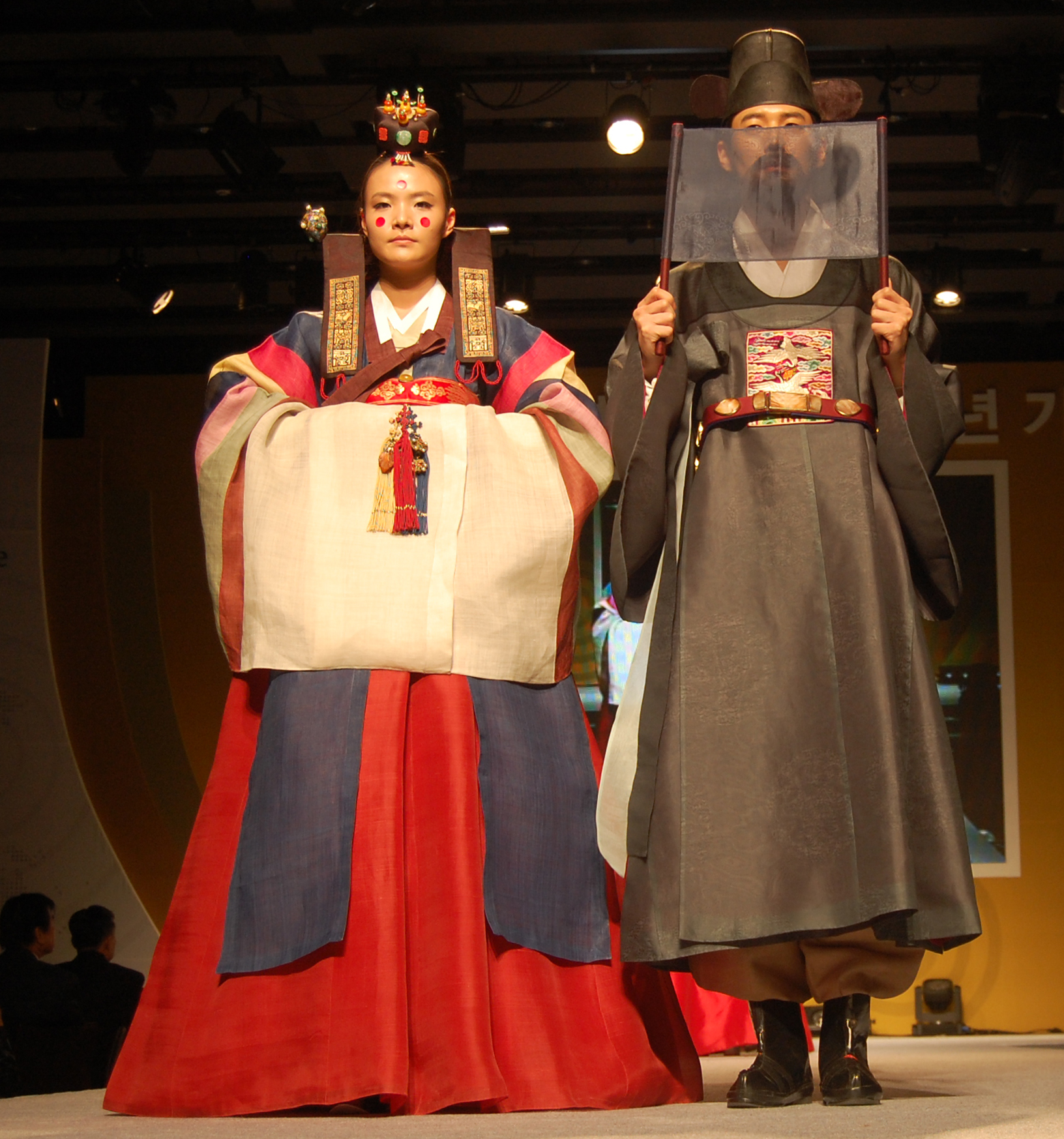
I Jonghi (Lee Yeonghui) esküvői hanbokjai
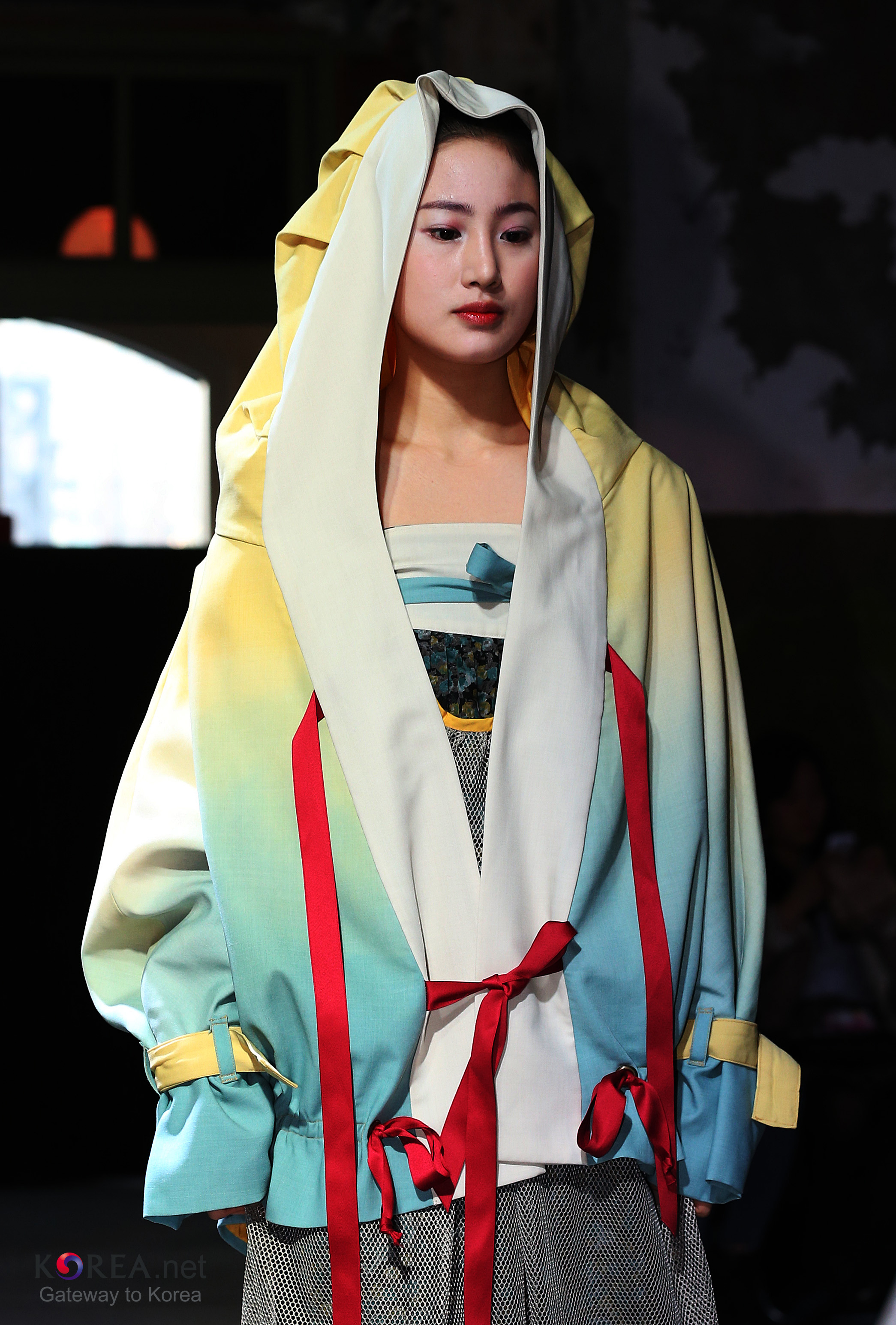
Modern hanbok-interpretáció